# Oscar Wilde
Oscar Fingal O'Flahertie Wills Wilde, ou simplesmente Oscar Wilde (Dublin, Irlanda, 16 de outubro de 1854 – Paris, 30 de novembro de 1900), foi um influente escritor, poeta e dramaturgo irlandês. Conhecido por sua sagacidade mordaz, pelas vestimentas extravagantes de dândi, pela habilidade de conversação e de ditos espirituosos e ricos em sarcasmo, ironia e cinismo, Wilde tornou-se uma das personalidades mais famosas de sua época e um dos dramaturgos mais populares de Londres, em 1890, após escrever de diversas formas na década de 1880.
Enquanto para Max Nordau era um simples degenerado mental cujo único objetivo era causar espanto no público desprevenido, para Fernando Pessoa era antes um individualista forte, com um enorme sentido aristocrático, autor da frase: “Eu sou daqueles que são feitos para ser a excepção, não para seguir a lei”, mas também era um obcecado com a autocomplacência, incapaz de levar a bom fim as suas intenções.
Hoje, Wilde é lembrado por seus epigramas, peças, livros, sobretudo O Retrato de Dorian Gray, seu único romance, e pelas circunstâncias que o levaram durante a sociedade vitoriana a ser preso por atividades homossexuais num dos primeiros julgamentos de celebridades da história moderna.
Os pais de Wilde eram intelectuais anglo-irlandeses em Dublin. Desde jovem, aprendeu a falar francês e alemão fluentemente. Na universidade, teve sólida formação e demonstrou ser um classicista excepcional, primeiro no Trinity College Dublin, depois na Universidade de Oxford. Associou-se à filosofia emergente do esteticismo, liderada por dois de seus tutores, Walter Pater e John Ruskin. Após a universidade, Wilde mudou-se para Londres, tendo destaque em círculos sociais e culturais e trabalhando prolificamente como jornalista. Foram eminentes, à época, suas conferências nos Estados Unidos e no Canadá sobre o Renascimento Inglês e a decoração de interiores.
Na década de 1890, refinou suas ideias sobre a arte em uma série de diálogos e ensaios e incorporou temas de crítica social, decadência, tabus e beleza em O Retrato de Dorian Gray (1890). A oportunidade de construir detalhes estéticos com precisão e combiná-los com temas sociais mais amplos e diretos levou Wilde a escrever para o teatro. Em Paris, escreveu a peça Salomé (1891) em francês, mas a apresentação foi proibida na Inglaterra durante os ensaios por, segundo as autoridades, conter referências bíblicas. No ano seguinte, lançou o ensaio A Alma do Homem sob o Socialismo (1892), seu único texto explicitamente político, de crítica à propriedade privada e em favor do socialismo, servindo de inspiração para revolucionários posteriores. Escreveu ainda quadro comédias teatrais "para gente séria", convertendo-se num dos mais famosos dramaturgos tardios da era vitoriana.
No apogeu de sua fama e sucesso, enquanto sua peça A Importância de Ser Honesto (1895) estava em cartaz, Wilde processou o pai de seu amante Alfred Douglas por difamação após ser acusado por ele de "sodomia", mas acabou sendo condenado de "indecência grosseira" por relações com outros homens jovens. Mesmo defendendo-se, notavelmente citando no julgamento "o amor que não ousa dizer seu nome", metáfora para o homoerotismo a partir de um poema de Douglas, foi condenado e preso por dois anos, de 1895 a 1897, com trabalhos forçados. Na prisão, escreveu De Profundis, uma longa carta publicada postumamente em 1905 sobre a sua condição e um contraponto à sua filosofia hedonista anterior. Liberto, partiu imediatamente para a França, jamais retornando para a Irlanda ou a Grã-Bretanha, e onde escreveu sua última obra, "A Balada do Cárcere de Reading" (1898), poema em forma proletária em comemoração aos duros ritmos da vida na prisão. Declarado falido, de reputação arruinada e distante de seus dois filhos com Constance Lloyd, tendo apenas a fidelidade de um círculo reduzido de amigos, entre eles Robert Ross, amante e testamenteiro literário, Oscar Wilde morreu em Paris em 1900, prematuramente aos quarenta e seis anos de idade.

## Biografia

### Primeiros anos

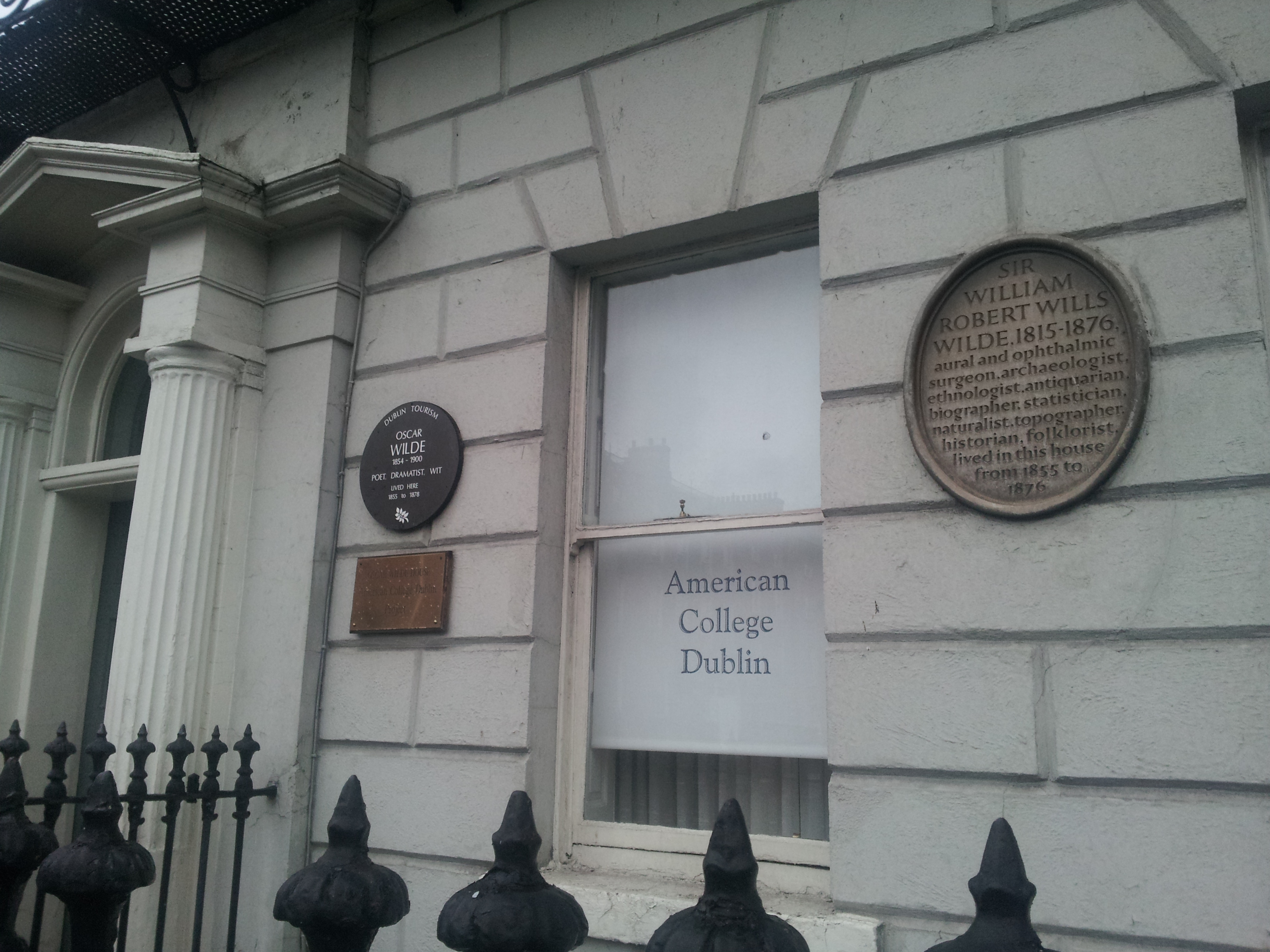
A casa da família Wilde em Merrion Square. Foto de 2013.

Oscar Fingal O'Flahertie Wills Wilde nasceu na cidade de Dublin, em 16 de outubro de 1854, quando a atual República da Irlanda ainda pertencia ao Reino Unido, na forma do Reino Unido da Grã-Bretanha e Irlanda. O segundo de três filhos, foi criado numa família protestante (depois convertendo-se à Igreja Católica), estudou na Portora Royal School de Enniskillen e no Trinity College de Dublin, onde se sobressaiu como latinista e helenista. Ganhou depois uma bolsa de estudos para o Magdalen College, de Oxford.
Wilde saiu de Oxford em 1878, pouco antes de ter ganhado o prêmio "Newdigate" com o poema "Ravenna".
Passou a morar em Londres e começou a ter uma vida social bastante agitada, sendo logo caracterizado pelas atitudes extravagantes.

### Conferências nos Estados Unidos e Canadá
Foi convidado para ir aos Estados Unidos a fim de dar uma série de palestras sobre o movimento estético por ele fundado, o esteticismo, ou dandismo, que defendia, a partir de fundamentos históricos, o belo como antídoto para os horrores da sociedade industrial, sendo ele mesmo um dândi.
Em 1883, vai para Paris e entra para o mundo literário local, o que o leva a abandonar seu movimento estético. O melhor período intelectual de Oscar Wilde é o que vai de 1887 a 1895.

### Matrimônio, filhos e descendentes
Depois de se formar no Magdalen College, Oscar Wilde voltou a Dublin, onde conheceu e se interessou por Florence Balcombe. Ela, por sua vez, começou um relacionamento com o escritor Bram Stoker, que ficaria conhecido mundialmente por seu livro Drácula, e com quem se casou em 1878. Percebendo a ligação, Wilde anunciou sua intenção de deixar a Irlanda permanentemente em carta a Balcombe. Finalmente, ele deixou o seu país natal em 1878 e voltaria apenas duas vezes e por motivos de trabalho. Os seis anos seguintes foram passados em Londres, Paris e nos Estados Unidos, para onde viajou para dar palestras. Voltando para a Inglaterra, conhece a conterrânea Constance Lloyd em Londres, filha de Horace Lloyd, um rico advogado de Dublin, conselheiro da Rainha Vitória. Durante uma visita de Constance a Dublin, coincidida por ambos (já que Oscar também estava lá dando uma palestra no Teatro Gaiety), Wilde aproveitou para pedir-lhe em casamento. Finalmente, casaram-se em 29 de maio de 1884 em Paddington, Londres. O casal foi morar em Chelsea, um bairro de artistas londrinos. Tinham ensinado e propagado tanto a respeito de decoração, que as pessoas esperavam que a casa dos dois na Rua Tite, número 16 (hoje, número 34), estabelecesse novos padrões.

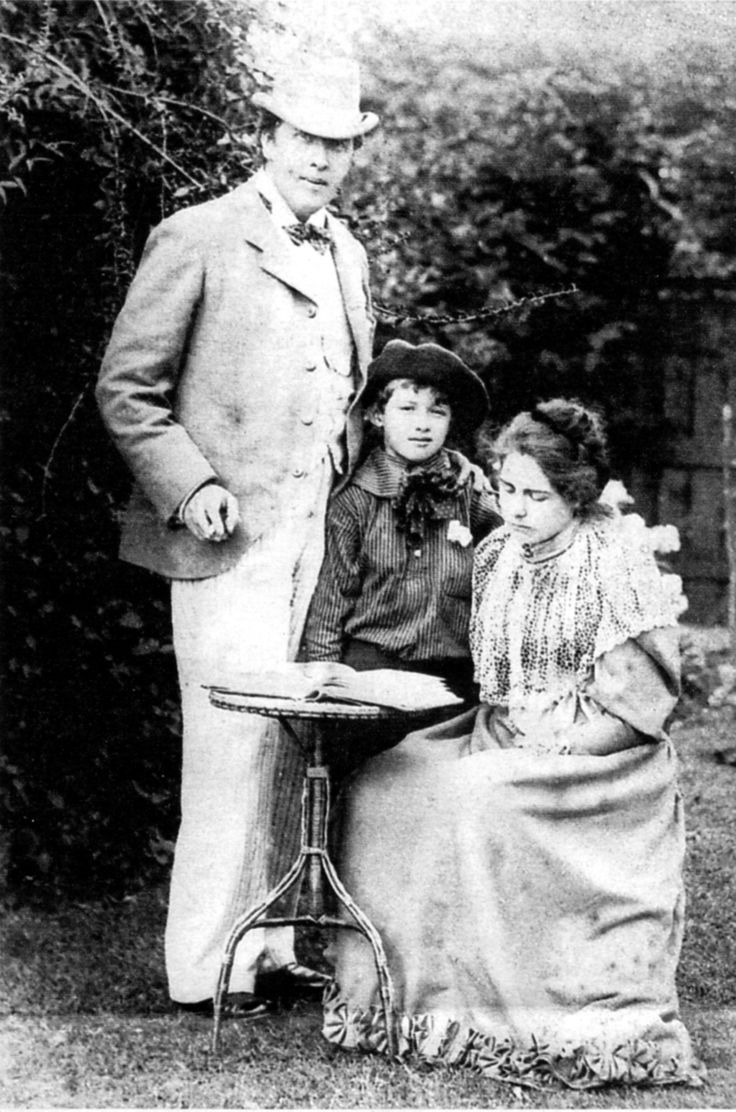
Wilde, Cyril e Constance, 1892.

Com Constance, Oscar Wilde teve dois filhos, Cyril Holland, nascido em junho de 1885, e Vyvyan Holland, em novembro 1886. Desde o nascimento do segundo filho, tornaram-se sexualmente afastados, e Wilde passou a viver mais tempo em hotéis, como o Avondale Hotel, do que na casa dos dois. Segundo o irmão de Constance, Otho Holland (Lloyd), a relação sexual entre ambos cessou e ela suspeitou da "reorientação" (o termo é do biógrafo de Wilde, Richard Ellmann) do marido apenas uma vez, e não foi até 1895, quando ela voltou para casa inesperadamente.
Eles se separaram, ainda que sem divórcio formal, com o resultado do escândalo do julgamento e condenação de Wilde por suas atividades homossexuais em 1895 (ler a seção Julgamentos). Após a prisão de Wilde, Constance mudou seu sobrenome e o de seus filhos para Holland a fim de se dissociar do escândalo e livrá-los da arruinada reputação social de Wilde, que foi obrigado a renunciar aos direitos parentais sobre os filhos. Ela o visitaria na prisão para lhe contar da morte de sua mãe, Jane Wilde, em 1896. Solto, Wilde deixaria o Reino Unido no mesmo dia e jamais retornaria, e Constance mudou-se com seus filhos para a Suíça, matriculando-os em um internato de língua inglesa na Alemanha. Por causa da recidiva do relacionamento de Wilde com Bosie (Alfred Douglas) após o ocorrido, ambos vivendo juntos em Nápoles, Constance cortou a única fonte regular de renda de Wilde, um estipêndio de £ 3 por semana, e os amantes separaram-se por dificuldades financeiras e questões pessoais. De acordo com o The Guardian, "as teorias [sobre a morte de Constance] variam de lesões na coluna após uma queda de escadas à sífilis contraída pelo marido". Ainda de acordo com o The Guardian, cartas familiares na posse de Merlin Holland, neto de Wilde, revelam sintomas da esclerose múltipla, diagnosticada de maneira errada por seus dois médicos, já que essa doença neurológica era pouco conhecida à época. Ela ficaria paralisada após uma queda na escada na casa que dividia com Wilde e morreu em 7 de abril de 1898, após cirurgia na coluna. Foi enterrada em Gênova, Itália.

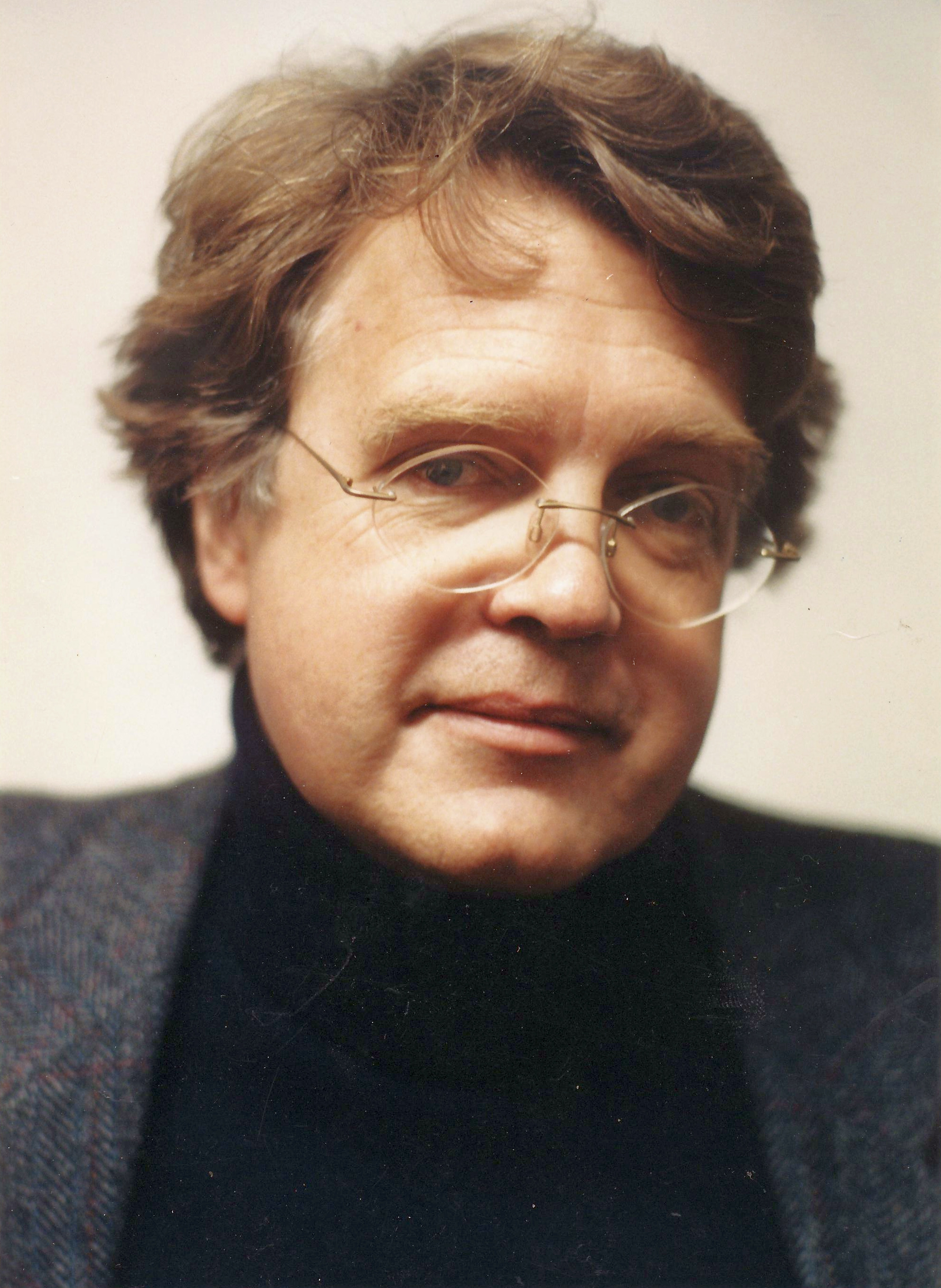
Merlin Holland (1945), biógrafo e editor, é o único neto de Oscar Wilde. Concentrou sua vida em pesquisar e escrever extensamente sobre a vida e obra do avô. Com sua primeira esposa Sarah, nasceu o filho Lucian Holland (1979), que estudou no Magdalen College, frequentando os mesmos espaços universitários do bisavô.

O jovem Cyril foi morto prematuramente por um sniper alemão aos 29 anos de idade em 1915, lutando na Batalha de Festubert, enquanto servia como capitão durante a Primeira Guerra Mundial. Vyvyan (1886-1967) tornou-se autor e tradutor e viveu muito mais tempo do que o irmão (até os 80 anos de idade); em sua autobiografia Filho de Oscar Wilde (1954), registra que o pai foi devoto e amoroso para seus filhos e que ele e o irmão tiveram uma infância relativamente feliz. Seu filho Merlin Holland (1945), biógrafo e editor britânico, é o único neto de Oscar Wilde e tem pesquisado e escrito extensivamente sobre a vida e obra do avô, inclusive defendendo sua memória. Merlin Holland declarou em finais do século XX que o sobrenome Wilde ainda causa desconforto em certos círculos da sociedade britânica, porém que pensou na ideia de mudar seu sobrenome de volta para Wilde, resolvendo de vez a longa querela histórico-social de sua família. Em 1998, contou ao The New York Times: "Mas, se eu fizesse isso, teria que ser não apenas por Oscar, mas também por seu pai e sua mãe, por toda a família. Era uma família extraordinária antes dele vir, portanto, se eu colocar o nome da família de volta no mapa pelos motivos certos, então está tudo bem". Merlin tem um filho com sua primeira esposa Sarah, Lucian Holland, nascido em 1979, que estudou no Magdalen College, frequentando os mesmos espaços universitários de seu bisavô.

### O sucesso

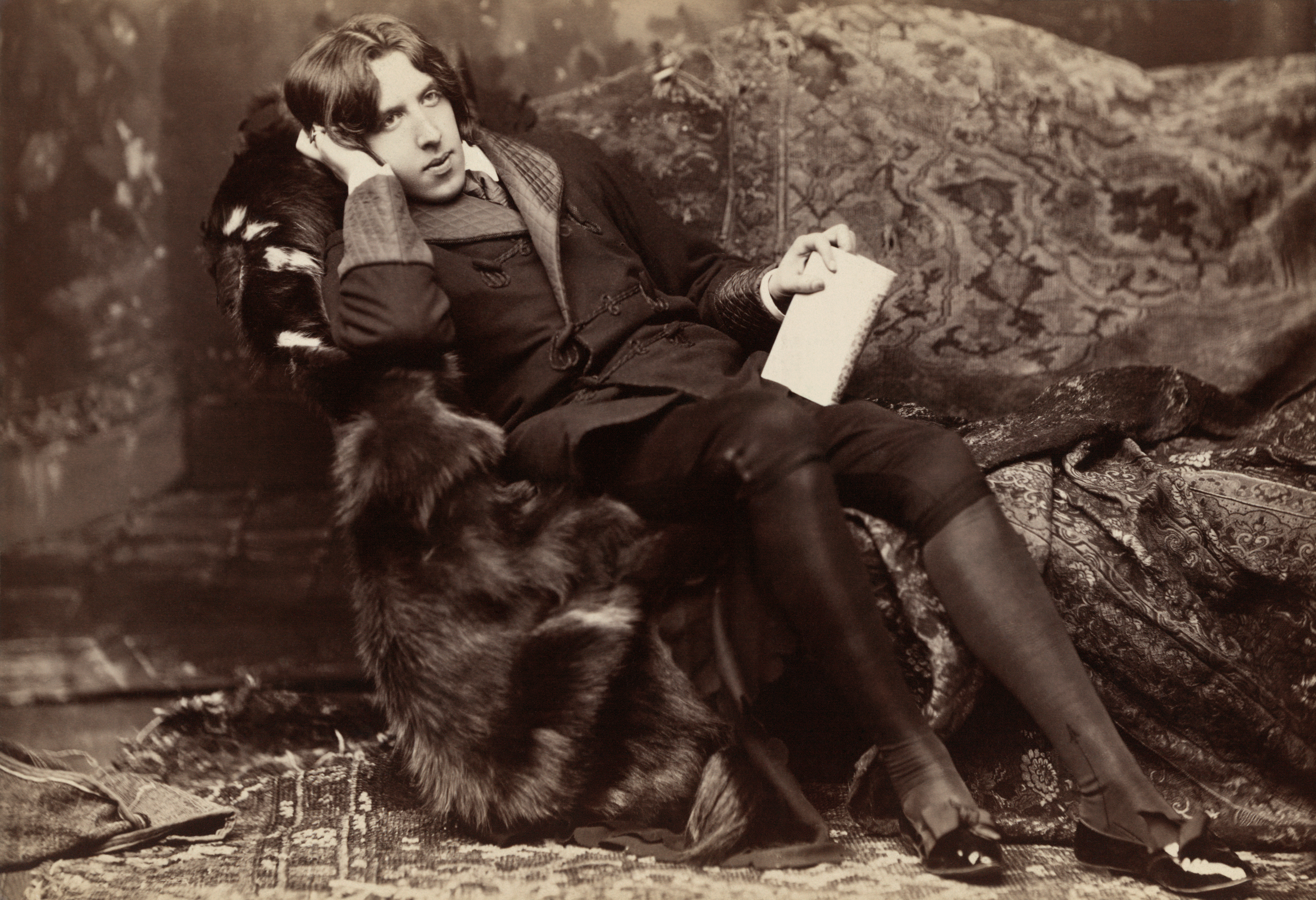
Oscar Wilde

Em 1892, começa uma série de bem sucedidas histórias, hoje clássicos da dramaturgia britânica: O leque de Lady Windermere (1892), Uma Mulher sem Importância (1893), Um Marido Ideal e A importância de ser Prudente (ambas de 1895). Nesta última, o ar cômico começa pelo título ambíguo: Earnest, "fervoroso" em inglês, tem o mesmo som de Ernest, nome próprio.
Publica contos como "O Príncipe Feliz", "O Gigante Egoísta" e "O Rouxinol e a Rosa", que escrevera para os seus filhos, e "O crime de Lord Artur Saville".
O seu único romance foi O Retrato de Dorian Gray.
A situação financeira de Wilde começou a melhorar, e, com ela, conquista uma fama ainda maior. O sucesso literário foi acompanhado de uma vida bastante mundana e suas atitudes tornaram-se cada vez mais excêntricas.

### Salomé

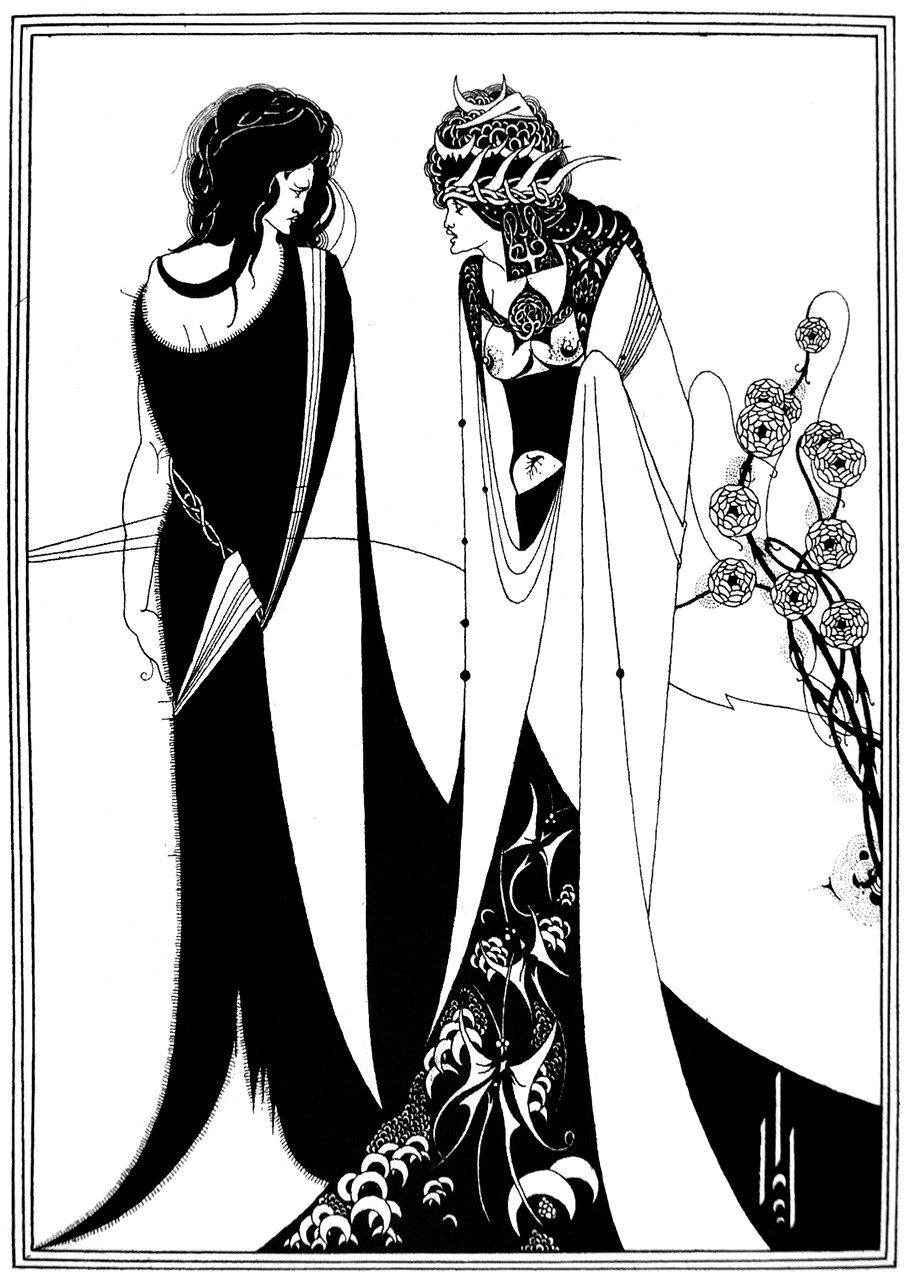
Jokanaan e Salomé. Ilustração de Aubrey Beardsley para a edição de 1893 de Salomé.

O censo de 1891 registra a residência dos Wildes na rua Tite, número 16, onde ele morava com sua esposa Constance e seus dois filhos. Wilde, porém, não satisfeito em ser mais do que nunca conhecido em Londres, voltou a Paris em outubro de 1891, desta vez como um escritor respeitado. Era bem recebido nos salões littéraires, incluindo os famosos mardis de Stéphane Mallarmé, renomado e inovador poeta simbolista. As duas peças de Wilde durante a década de 1880, Vera, ou Os niilistas e A Duquesa de Pádua, não tiveram muito sucesso. Continuou interessado em escrever para teatro e, depois de encontrar sua voz na prosa, seus pensamentos voltaram-se novamente para a forma dramática enquanto a iconografia bíblica de Salomé permeia sua mente. Uma noite, depois de discutir em um de seus encontros as representações de Salomé ao longo da história, voltou ao hotel e notou um caderno em branco sobre a mesa, e lhe ocorreu escrever nele o que estava dizendo. O resultado foi uma nova peça, Salomé, escrita rapidamente e em língua francesa.
A tragédia conta a história de Salomé, a enteada do tetrarca Herodes Antipas, que, para consternação de seu padrasto, mas para a alegria de mãe Herodíade, pede a cabeça de Jokanaan (João Batista) em uma bandeja de prata como recompensa por dançar a Dança dos Sete Véus. Quando Wilde voltou a Londres pouco antes do Natal, o Paris Echo referiu-se a ele como "le great event" da temporada. Os ensaios da peça de Wilde, a ser estrelada pela mundialmente famosa atriz Sarah Bernhardt, começaram, mas a licença da peça foi recusada pelo Lord Chamberlain, ou seja, a apresentação foi banida, uma vez que retratava personagens bíblicos. Oscar Wilde protestou contra a dramática decisão da censura, chamando-a de "odiosa e ridícula". Ele argumentou que todos os grandes artistas — pintores, escultores, músicos, escritores — tiraram alguns de seus melhores temas da bíblia. Por que, perguntou ele, o dramaturgo está proibido de lidar com as grandes tragédias de almas que melhor se adequam à sua arte? Quando foi informado de que a proibição seria mantida, declarou, mal-humorado, que iria se estabelecer na França (o que só ocorreria depois de sua prisão), país cuja capital era mais aberta e cosmopolita do que a da Inglaterra conservadora, e ser naturalizado lá. Salomé foi publicada em conjunto em Paris e Londres em 1893, mas só foi apresentada ao público em 1896 em Paris, durante o posterior encarceramento de Wilde.

### Alfred Douglas

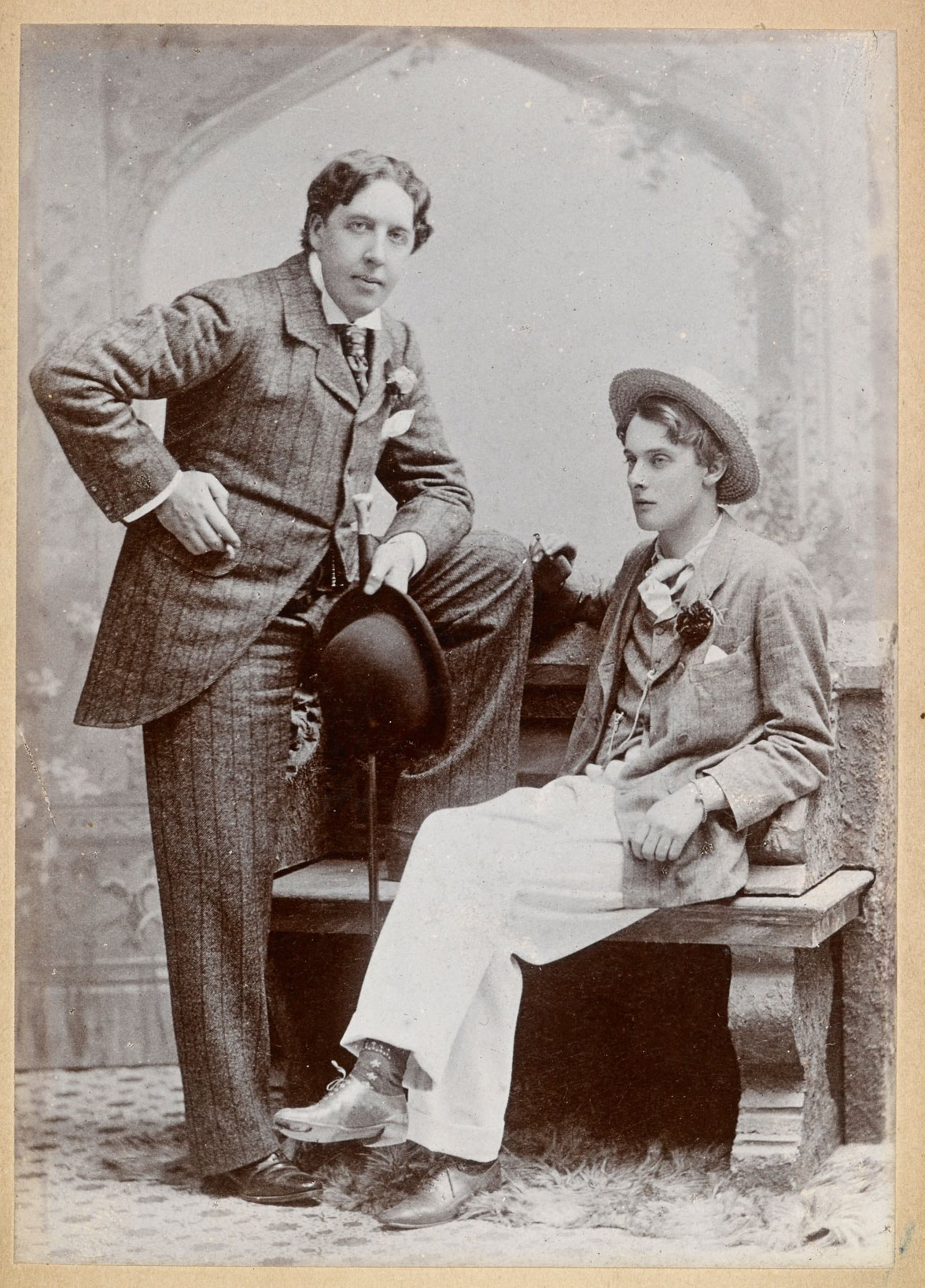
Wilde e Alfred Douglas em 1893.

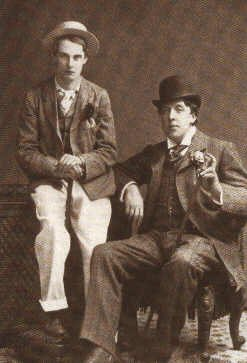
Alfred Douglas e Wilde em 1894.

Em meados de 1891, o poeta, ensaísta e crítico Lionel Johnson apresentou Wilde a Lord Alfred Douglas, primo de Johnson e, à época, estudante de graduação em Oxford. Conhecido por sua família e amigos como "Bosie", Douglas era um jovem belo e mimado. Uma amizade íntima brotou entre Wilde e Douglas, e em 1893 o autor estava apaixonado por Douglas e eles se relacionavam regularmente em um caso tempestuoso. Se Wilde era relativamente indiscreto, até mesmo extravagante, na maneira como agia, Douglas era imprudente em público. Wilde, que ganhava até £ 100 libras por semana com suas peças (e seu salário na revista The Woman's World era de £ 6 libras), conseguia atender a todos os caprichos de Douglas: materiais, artísticos, sexuais.
Douglas iniciou Wilde no submundo vitoriano da prostituição gay. Alfred Taylor, por sua vez, que possuía um bordel masculino, aprresentou a Wilde uma série de jovens prostitutos da classe trabalhadora, de 1892 em diante. Esses encontros raros geralmente assumiam a mesma forma: Wilde encontrava-se com o rapaz, oferecia-lhe presentes, jantava com ele em particular e depois o levava para um quarto de hotel. Ao contrário das relações idealizadas de Wilde com Ross, John Gray e Douglas, todos os quais permaneceram parte de seu círculo estético, esses consortes eram mais ignorantes e nada sabiam de literatura. Logo sua vida pública e privada se dividiram fortemente; anos depois, em De Profundis, ele escreveu a Douglas que "Era como um banquete com panteras; o perigo constituía metade da emoção. Eu costumava me sentir como o encantador de serpentes deve se sentir quando atrai a naja para fora do pano pintado ou do cesto de bambu que a contém, e a faz abrir seu capelo segundo sua vontade e oscilar para a frente e para trás como uma planta oscila suavemente acima do regato. Eram para mim a mais brilhante das serpentes douradas, seu veneno como parte de sua perfeição. Eu não sabia que quando fossem me dar o bote seria sob a flauta de outro, sob a paga de outro. Não sinto vergonha alguma de tê-las conhecido, eram intensamente interessantes; do que sinto vergonha é a horrível atmosfera filistina à qual fui arrastado".

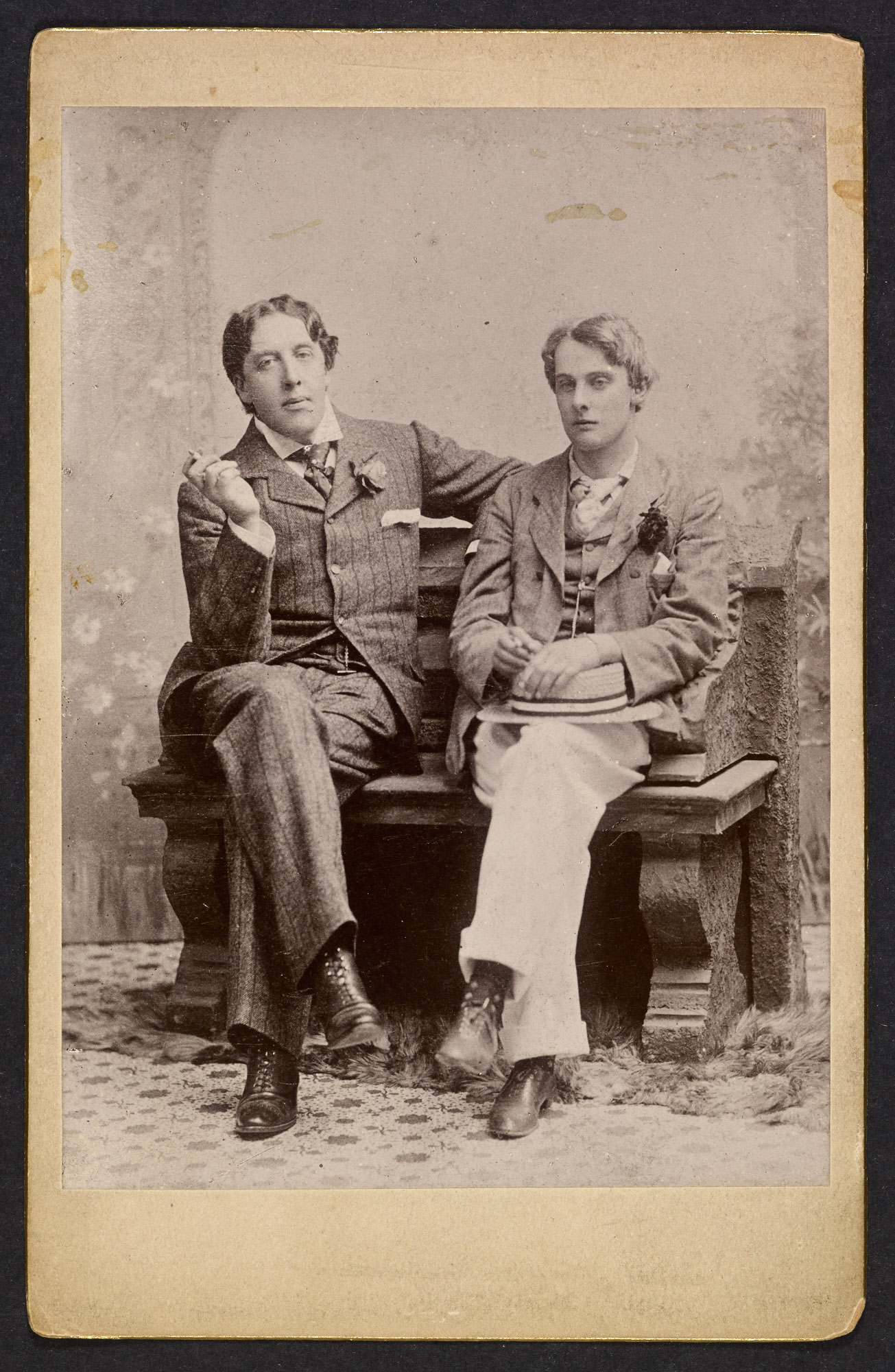
Wilde e Douglas em maio de 1893.

Douglas e alguns amigos de Oxford fundaram um jornal chamado The Chameleon (O Camaleão), para o qual Wilde "enviou uma página de paradoxos originalmente destinada ao Saturday Review". "Frases e filosofias para o uso de jovens" viria a ser atacado seis meses depois, no julgamento de Wilde, onde ele foi forçado a defender a revista para a qual havia enviado seu trabalho. Em qualquer caso, tornou-se único: O Camaleão não foi publicado novamente. "Phrases and Philosophies for the Use of the Young" ("Frases e Filosofias para o Uso dos Jovens") seria atacado seis meses depois, no julgamento de Wilde, onde ele foi forçado a defender a revista para a qual havia enviado seu texto. Em qualquer caso, tornou-se único: The Chameleon não foi publicado novamente.
O pai de Lord Alfred, John Douglas, 9.º Marquês de Queensberry, era conhecido por seu ateísmo declarado, modos brutos e pela criação das regras modernas do boxe. Queensberry, que rivalizava regularmente com seu filho, confrontou Wilde e Lorde Alfred várias vezes a respeito da natureza do relacionamento dos dois. Em junho de 1894, visitou Wilde na rua Tite, número 16, sem hora marcada, e, segundo o biógrafo e crítico literário Richard Ellmann, esclareceu sua posição nos seguintes termos: "Não vou dizer que você é isso, mas você parece isso, e posa como isso, o que é tão ruim quanto. E se eu pegar você e meu filho novamente em qualquer restaurante público, vou espancá-los", ao que Wilde teria respondido: "Não sei quais são as regras de Queensberry, mas a regra de Oscar Wilde é atirar na hora". Seu relato no De Profundis foi menos triunfante: "Foi quando em minha biblioteca em Tite Street, gesticulando com as mãozinhas no ar em fúria epiléptica, seu pai, na companhia de um capanga, ou amigo, postado entre nós, proferiu cada palavra imunda que sua mente imunda foi capaz de conceber, gritando ainda as ameaças repulsivas que tão ardilosamente viria a concretizar. Nesse caso, é claro, foi ele que teve de deixar o recinto primeiro. Eu o expulsei. No seu caso, eu saí. Não foi a primeira vez que me vi obrigado a salvá-lo de si próprio...". Queensberry apenas descreveu a cena uma vez, alegando que Wilde "mostrou a ele a pena branca", o que significa que ele teria agido de forma covarde. Embora tentando manter a calma, Wilde percebeu que estava se envolvendo em uma brutal briga familiar. Além do mais, a sociedade vitoriana cristã e puritana condenava judicialmente qualquer relacionamento entre homens e a homossexualidade com uma lei contra a "sodomia". Wilde não queria suportar os insultos de Queensberry, mas sabia que confrontá-lo poderia levar ao desastre se suas ligações fossem divulgadas publicamente. O estopim da querela se deu através de processos e julgamentos que culminariam na prisão de Wilde (conferir as próximas seções deste verbete). Na prisão, escreveu, mas não enviou, a severa e longa carta a Alfredo Douglas, hoje intitulada De Profundis.
Douglas ainda se encontraria com Wilde até o final de 1897, quando viveram um tempo juntos em Napóles após Wilde ser solto, contra os avisos de familiares e amigos, mas logo separaram-se para sempre. No início do século XX, convertido ao catolicismo e estreitando laços com políticos de direita, Douglas cada vez mais renegaria e maldiria Wilde, seu passado e sua sexualidade, e, depois de ser preso e solto por difamar Winston Churchill, alegando má conduta na Primeira Guerra Mundial, só o reabilitaria em sua vida em 1940 no livro Oscar Wilde: Um Resumo (Oscar Wilde: A Summing Up), no qual, ainda não sem resquícios de preconceito cristão, afirma que a homossexualidade seria um pecado como o adultério e a fornificação, mas não um crime, e que o violento preconceito que existia contra a homossexualidade no tempo de Wilde, no final do século XIX, era "simulado" e "hipócrita".

### A Importância de Ser Honestoe a glória

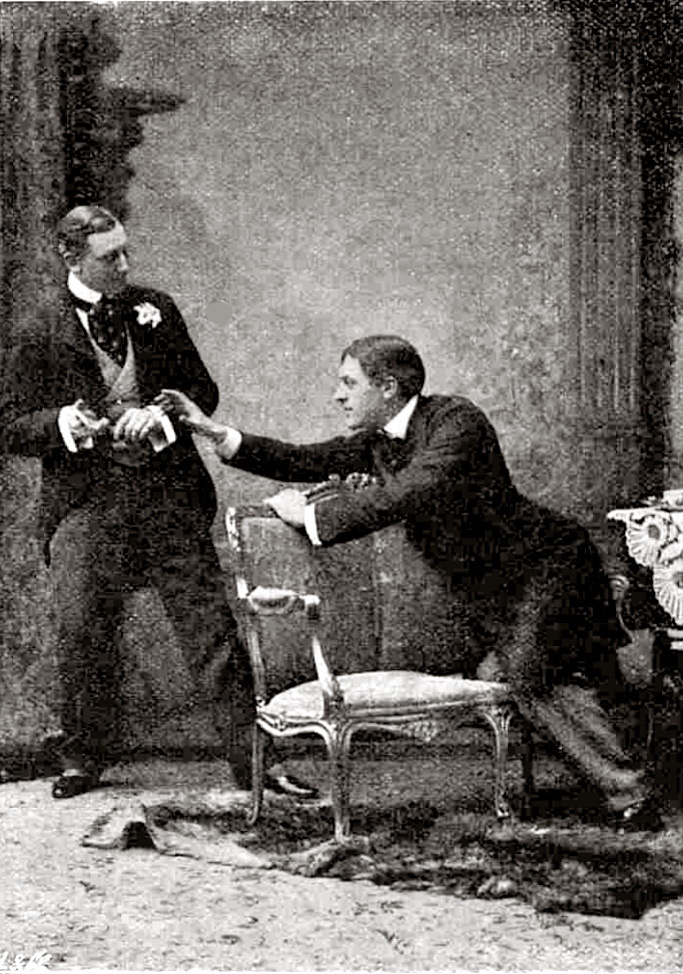
Os atores Allan Aynesworth (Algernon) e George Alexander (John) na primeira produção de A Importância..., peça de Wilde que satiriza a moral vitoriana: enorme sucesso. Fotografia tirada no Teatro St. James, Londres, em 1895.

A última peça escrita por Wilde — sua obra-prima da comédia, nas palavras de Daniel Mendelsohn e em entendimento crítico geral — satiriza a moral vitoriana e retorna ao tema das identidades trocadas: dois protagonistas envolvem-se em "bunburying" (estratagema usado por pessoas que precisam de uma desculpa para evitar as obrigações sociais em seu dia a dia; termo cunhado pelo próprio Wilde a partir de Bunbury, o amigo fictício do personagem Algernon), o que lhes permite escapar dos costumes sociais tradicionais. A peça The Importance of Being Earnest (traduzida para o português com diferentes títulos: A Importância de ser Honesto, A Importância de ser Prudente, A Importância de ser Ernesto) tem tom ainda mais leve do que as comédias anteriores de Wilde. Enquanto seus outros personagens frequentemente assumem temas sérios em momentos de crise, esta peça carece dos personagens wildeanos já conhecidos: não há "mulher com um passado", os protagonistas não são nem vilões nem astutos, simplesmente cultivés ociosos e as jovens idealistas não são tão inocentes. Ambientado principalmente em salas de estar e quase completamente desprovido de ação ou violência, A Importância... não traz a decadência autoconsciente encontrada no romance O Retrato de Dorian Gray ou em Salomé.
A peça foi escrita em plena maturidade artística de Wilde, no final de 1894. Estreou em 14 de fevereiro de 1895, no Teatro St. James em Londres, segunda colaboração de Wilde com George Alexander, ator-produtor. Ambos revisaram, prepararam e ensaiaram assiduamente cada linha, cena e cenário nos meses anteriores à estreia, criando uma representação cuidadosamente construída da sociedade vitoriana tardia, mas simultaneamente zombando dela, de seus dogmas e hipocrisias e atrasos. Durante o ensaio, Alexander pediu que Wilde encurtasse a peça de quatro para três atos, o que o autor o fez. As estreias em St. James pareciam uma festa, e a abertura de A Importância...' não foi exceção. O ator Allan Aynesworth (que interpretou Algernon) contou a Hesketh Pearson mais tarde: "Em meus 53 anos de atuação, nunca me lembro de um triunfo maior do que o daquela primeira noite". A imediata recepção da peça como o melhor trabalho de Wilde até então finalmente cristalizou sua fama em sólida reputação artística. A recepção crítica contou com palavras de William Archer, H. G. Wells e George Bernard Shaw. A Importância... continua sendo hoje sua peça mais popular.
O sucesso de Wilde foi incidido por uma escalada em sua rivalidade com John Douglas, 9.º Marquês de Queensberry, pai de Alfred Douglas. Queensberry planejou insultar Wilde publicamente, jogando um buquê de vegetais podres no palco; Wilde foi avisado antecipadamente e impediu o Marquês de entrar no teatro. Quinze semanas depois, sua fama e prestígio seriam arruinados e Wilde estava na prisão.

### Julgamentos
Oscar Wilde viveu três processos em 1895: uma ação que ajuizou contra John Douglas, 9.º Marquês de Queensberry, por difamação criminal, e que fracassou, mesmo o Marquês tendo sido preso; seu primeiro julgamento por "indecência", a partir da acusação de Queensberry, no qual o júri não conseguiu chegar a um veredito final; e, finalmente, o julgamento em que foi condenado junto a Alfred Taylor, que mantinha em sua casa uma espécie de bordel masculino, enquanto Wilde por ter sido, nas palavras do juiz Alfred Wills, "o centro de extensa corrupção da mais horrenda espécie entre jovens".

#### A difamação:Wilde v. Queensberry

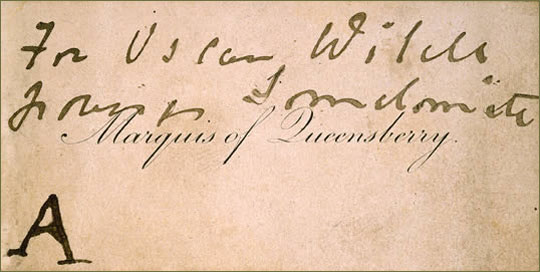
O cartão de John Douglas, 9.º Marquês de Queensberry, pai de Alfred Douglas, com a inscrição manuscrita "For Oscar Wilde posing Somdomite [sic]" ("A Oscar Wilde, que posa de somdomita" [sic]). Este cartão foi marcado como prova 'A' na ação de difamação de Wilde contra Queensberry.

O Marquês de Queensberry, sendo motivado mais por sua personalidade litigiosa do que pelo exercício da moral vitoriana, tendo em vista que era um ateu fervoroso e declarado, além de frequentador habitual de lugares considerados “mal-afamados”, endereçou um bilhete a Oscar em 18 de fevereiro de 1895 no Albermale Club, onde havia escrito: "A Oscar Wilde, que posa de somdomita" [sic]. Deliberado ou não, o Marquês escreveu "Somdomite", ao invés da grafia correta em inglês, "sodomite", e também muito se discute o fato de não acusar Wilde categoricamente, mas preferir a insinuação de "posa de". Wilde, após receber o bilhete do porteiro do clube Albermarle, foi convencido, em grande parte por influência de Alfred, a tomar providências. Em 1º de março de 1895, Wilde, Douglas e Ross abordaram o advogado Charles Octavius Humphreys com a intenção de processar John Douglas por difamação, exigindo uma intervenção imediata. Humphreys solicitou um mandado de prisão de Queensberry e requisitou os advogados Sir Edward Clarke e Charles Willie Mathews para representarem Wilde. Seu filho Travers Humphreys foi advogado júnior da acusação no caso subsequente, conhecido como Wilde vs. Queensbury. O procurador acata o pedido e o Marquês é detido por difamação criminal.

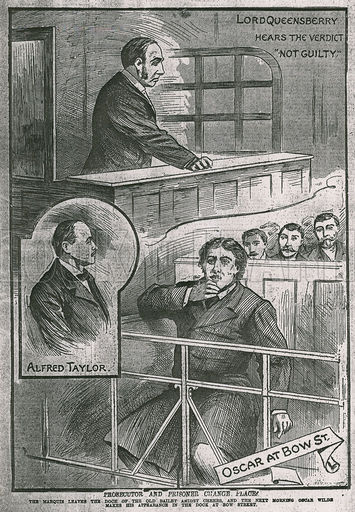
O Marquês de Queenberry (acima) ouve o veredito: "Não culpado". Abaixo, Alfred Taylor e Oscar Wilde. Retrato falado no jornal policial The Illustrated Police Budget em 13 de abril de 1895.

Com o início do processo, em 3 de abril de 1895 no Old Bailey perante o juiz Richard Henn Collins, não sem cenas de quase histeria pela imprensa e nas galerias públicas, nenhum dos lados está disposto a ceder, e, após uma falha tentativa de solução amigável, o Marquês, por intermédio de seu advogado, pede para que seja provada a ilegalidade da situação; com essa jogada, os lados se invertem, e agora Wilde, acusador, deve provar que as acusações são falsas, enquanto Queensberry deve defender o próprio fundamento e provar a veracidade dos fatos apontados pelo seu bilhete. Uma situação que poderia ter sido ignorada facilmente cresce sem proporções e ameaça engolfá-lo. De acordo com a Lei de Libelação de 1843, Queensberry poderia evitar a condenação de até dois anos de prisão por calúnia apenas demonstrando que sua acusação era de fato verdadeira, e ela deveria promover o que a lei vitoriana chamava de "benefício público". Os advogados do Marquês contrataram detetives particulares para seguir Wilde e encontrar evidências das suas ligações homossexuais. Registraram a associação de Wilde com chantagistas e prostitutos, travestis e homossexuais de bordéis, e várias pessoas envolvidas foram entrevistadas, algumas sendo coagidas a comparecer como testemunhas, já que também eram cúmplices dos "crimes" dos quais Wilde foi acusado.

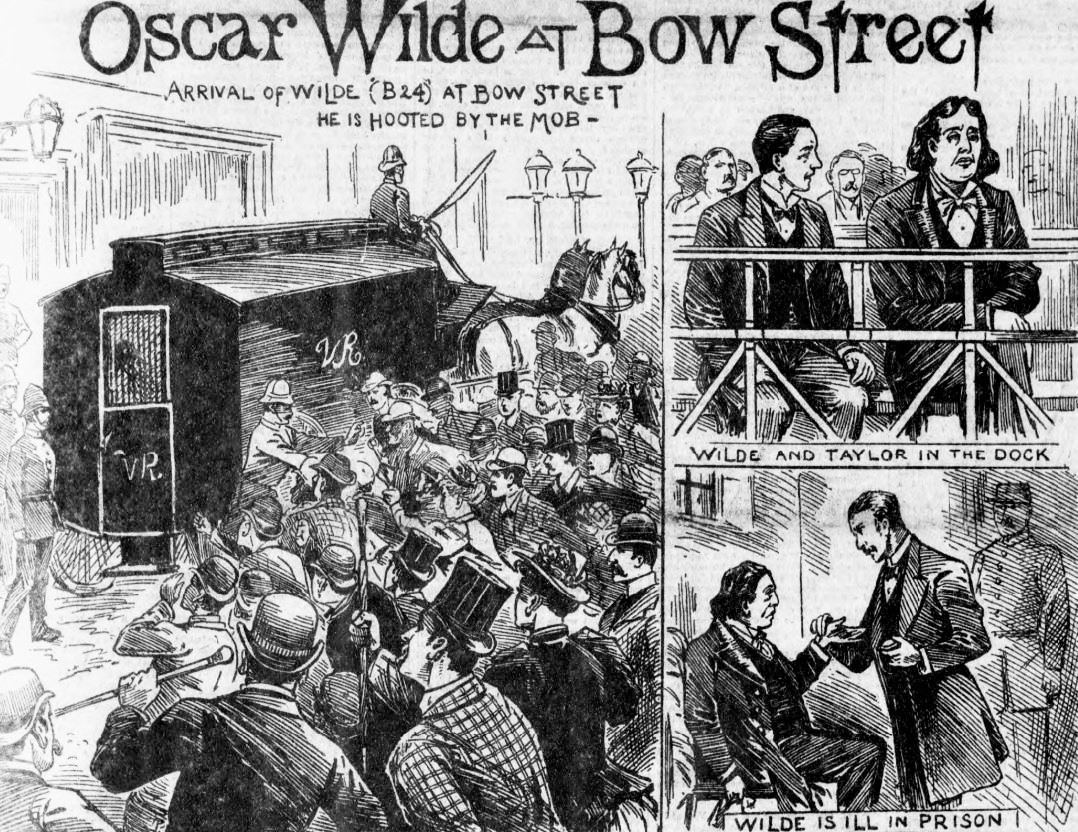
Cenas do julgamento: "Chegada de Wilde na rua Bow [conhecida por seus tribunais], ele é vaiado pela multidão"./"Wilde e Taylor no banco dos réus"./"Wilde doente na prisão". Jornal Illustrated Police News ("Notícias Policiais Ilustradas"), 20 de abril de 1895.

Amigos próximos de Wilde novamente aconselharam-no contra a acusação em uma reunião da Saturday Review no Café Royal, em Londres, em 24 de março de 1895; Frank Harris o avisou que "eles vão provar a sodomia contra você" e o aconselhou a fugir para a França. Wilde e Douglas saíram zangados; o primeiro dos dois ainda disse: "é num momento como este que se vê quem são os seus verdadeiros amigos". Essa cena foi testemunhada pelo renomado dramaturgo irlandês George Bernard Shaw, que a lembrou a Arthur Ransome um dia ou mais antes do julgamento de Ransome, décadas depois, por caluniar Douglas, em 1913. Para Ransome, o acontecido confirmava o que ele havia dito em seu livro de 1912 sobre Wilde (Oscar Wilde, um Estudo Crítico): que a rivalidade de Douglas contra Robbie Ross por Wilde e sua querela com o pai resultaram no desastre público de Wilde e em sua queda, conforme, de fato, o próprio escreveu em De Profundis. Douglas viria a perder o caso contra Ransome por difamação no início do século XX. E Shaw, que estabeleceu correspondência com Douglas até o fim da vida desse, em 1945, incluiu um relato da discussão entre Harris, Douglas e Wilde no prefácio da sua peça A Dama Negra dos Sonetos (1910).
A extensão das evidências reunidas contra Wilde o forçou a declarar humildemente: "Eu sou o promotor neste caso". O advogado de Wilde, Sir Edward George Clarke, a seu pedido abriu o caso perguntando preventivamente ao cliente sobre duas cartas sugestivas que o autor escrevera para Douglas, que a defesa, devassando sua intimidade, tinha em seu poder. Wilde fez questão de mostrar a carta em juízo para mostrar do que se tratava, caracterizando-a como um "soneto em prosa" e admitindo que a "linguagem poética" poderia parecer estranha ao tribunal, mas afirmou que sua intenção era inocente. Wilde contou que as cartas foram obtidas por chantagistas que tentaram extorquir dinheiro dele, o que ele recusou, sugerindo que eles deveriam levar as £ 60 libras (equivalentes a £ 7 000 libras esterlinas hoje) oferecidas, "incomum para um pedaço de prosa desse tamanho". Por fim, alegou considerar as cartas como obras de arte, em vez de algo que o pudesse se envergonhar. Em De Profundis, escrito na prisão, dirigindo-se a Alfred Douglas, Wilde reconta a história da carta:
"[...] Você me enviou lindos versos da escola de poesia dos iniciantes para minha aprovação: respondi com uma carta repleta das mais fabulosas citações literárias: comparei-o a Hilas ou Jacinto, Junquilho ou Narciso, ou alguém a quem o grande Deus da Poesia favoreceu e honrou com seu amor. A carta é como uma passagem de um dos sonetos de Shakespeare transposta para um tom menor. Ela só pode ser compreendida por aqueles que leram o Simpósio de Platão, ou captaram o espírito de uma certa disposição grave, para nós tornada bela nos mármores gregos. Era, permita-me dizer-lhe com franqueza, o tipo de carta que eu teria escrito, em um momento feliz, ainda que voluntarioso, a qualquer jovem bem-educado de alguma universidade que houvesse me enviado um poema de sua própria lavra, certo de que ele teria suficiente espírito, ou cultura, para interpretar corretamente suas frases fabulosas. Veja só a história dessa carta! Ela passa das suas mãos para as de algum odioso colega: dele para um bando de chantagistas: cópias são enviadas de toda a Londres para meus amigos, e para o gerente do teatro onde minha obra [A Importância de Ser Honesto] está sendo encenada: toda interpretação, exceto a correta, é atribuída a ela: a Sociedade vibra com os rumores absurdos de que tive de pagar uma imensa soma em dinheiro por lhe ter escrito uma carta infame: isso constitui a base do pior ataque de seu pai: eu mesmo apresento a carta original no tribunal para mostrar do que realmente se trata: ela é denunciada pelo advogado de seu pai como uma tentativa revoltante e insidiosa de corromper a inocência: finalmente, vem a compor parte de uma acusação criminal: a Coroa a acolhe: o juiz sumaria o caso com pouco entendimento e muito moralismo: sou enfim mandado para a prisão. Esse é o resultado de lhe ter escrito uma carta encantadora. [...]"

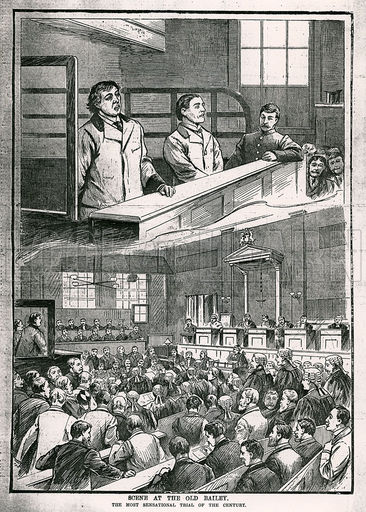
"O julgamento mais sensacional do século", diz o rodapé desta ilustração do jornal policial The Illustrated Police Budget, em 4 de maio de 1895.

Os advogados do Marquês, pai de Douglas, eram liderados por Edward Carson, político, advogado e jurista que fora colega de Wilde no Trinity College, inclusive conhecidos de infância. O jornalista Kevin Myers alega que a resposta inicial de Carson seria de recusar em assumir o caso, mas que aceitou ao descobrir que Queensberry falava a verdade. Carson interrogou Wilde sobre como ele percebia o conteúdo moral de suas obras. O escritor argentino Jorge Luis Borges, fã de Wilde desde a infância, quando traduziu para o espanhol o conto "O Príncipe Feliz" (sua avó era inglesa, o inglês sua segunda língua), e, já velho, pensado em se matar no mesmo Hôtel d'Alsace (hoje, L'Hôtel) em que Wilde morreu em Paris, afirmou, relembrando o caso em diálogo com Osvaldo Ferrari, que o erro de Wilde, que foi uma de suas influências literárias, era achar que teria êxitos contra os juízes e a promotoria defendendo-se por meio de epigramas, parecendo mais inteligente do que todos eles, já que a acusação do Marquês não era falsa. De fato, com seu humor e petulância características, o esteta Wilde respondeu a Carson que obras de arte não são morais ou imorais, mas apenas bem ou mal feitas, e que apenas "brutos e analfabetos", cujas opiniões artísticas "são incalculavelmente estúpidas", fariam julgamentos desse tipo sobre arte. Carson divergiu da prática normal de fazer perguntas fechadas, que costumam englobar todas as respostas possíveis, e pressionou Wilde em cada tópico de diversos ângulos, extraindo nuances de significado das respostas de Wilde, removendo-as de seu contexto estético e retratando Wilde como evasivo e decadente. Enquanto Wilde ganhava risos do tribunal, Carson marcava o maior número de pontos legais.
Para minar a credibilidade de Wilde, e para justificar a descrição de Queensberry de Wilde como um "posing somdomite", Carson extraiu da testemunha uma admissão de sua capacidade de "posar", demonstrando que havia mentido sobre sua idade sob juramento. Wilde respondeu petulantemente: "Não tenho nenhum desejo de posar de jovem. Tenho trinta e nove ou quarenta anos. Você tem meu certificado e isso resolve o assunto". Aproveitando a oportunidade, Carson voltou a esse tópico ao longo de seu interrogatório, usando repetidamente a palavra "pose" com ênfase irônica e certa dose de escárnio. Para justificar ainda mais a sua posição, Carson tentou defender a acusação de Queensberry citando o romance de Wilde, O Retrato de Dorian Gray, sobretudo uma cena do segundo capítulo, em que o cínico Lorde Henry Wotton explica sua filosofia decadente e hedonista a Dorian, "um jovem inocente", em palavras de Carson, que tentava mostrar através do livro como o próprio Wilde seduzia rapazes mais jovens e como teria "corrompido" a inocência do filho do Marquês.

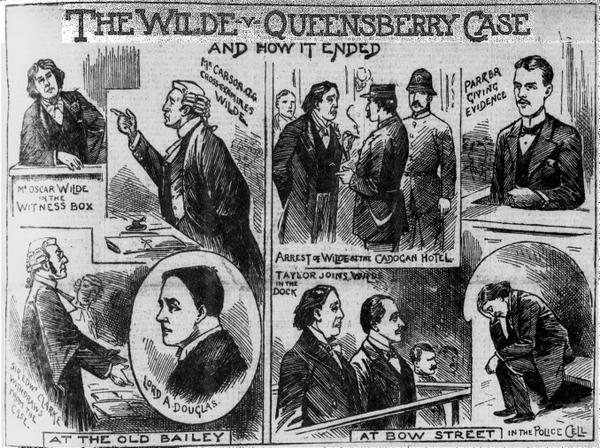
"Como terminou o caso Wilde v. Queensberry", Illustrated Police News ("Notícias Policiais Ilustradas"), abril de 1895: Carson interroga Wilde, que é preso no Cadogan Hotel; Parker dá provas; Lorde Douglas no Tribunal de Old Bailey; Taylor junta-se a Wilde no banco dos réus; Wilde na cela de polícia.

Carson, então, passou à evidência factual e questionou Wilde sobre sua amizade com homens mais jovens de classe baixa. Wilde admitiu usar o primeiro nome e dar presentes a eles, mas insistiu que nada desagradável havia acontecido e que eram bons amigos. Carson apontou repetidamente a natureza incomum desses relacionamentos e insinuou que os homens eram prostitutos. Wilde respondeu que não acreditava em barreiras sociais e simplesmente gostava da companhia de jovens. Sendo ainda mais intromissivo, Carson perguntou diretamente a Wilde se ele já tinha beijado um certo criado, ao que Wilde respondeu: "Oh, querido, não. Ele era um garoto particularmente simples — infelizmente feio — tive pena dele por isso". Carson aproveitou tal resposta e o pressionou ainda mais, perguntando repetidamente por que a feiura do menino era relevante, pois, assim, provaria o interesse homossexual de Wilde. Este, por sua vez, hesitou, e, pela primeira vez, ficou agitado com o rumo do interrogatório: "Você me pica e me insulta e tenta me enervar; e às vezes alguém diz coisas levianamente quando deveria falar mais sério".
Em seu discurso de abertura para a defesa, Carson anunciou que havia localizado vários prostitutos que testemunhariam que fizeram sexo com Wilde. Seguindo o conselho de seus advogados, Wilde então desistiu da acusação contra o Marquês. Queensberry foi considerado inocente, pois o tribunal declarou que sua acusação de que Wilde estava "posando de somdomita [sic]" era justificada, "verdadeira em substância e de fato". De acordo com a Lei de Libelação de 1843, a absolvição de Queensberry tornou Wilde legalmente responsável pelas despesas consideráveis que Queensberry havia incorrido em sua defesa, o que deixou Wilde falido. Além disso, o advogado do Marquês denunciava a carta de Wilde como tentativa de corromper a inocência do filho do seu cliente, abrindo uma acusação criminal acolhida pela Coroa.

#### A reviravolta e a condenação:Regina v. Wilde e Taylor

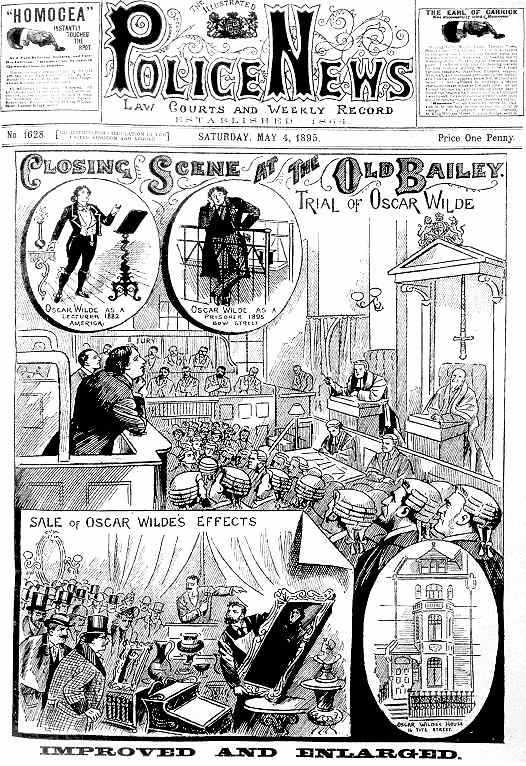
Oscar Wilde no banco dos réus. Desenho na capa do jornal The Illustrated Police News ("Notícias Policiais Ilustradas"), 1895. O caso teve ampla repercussão pública e midiática, o que contribuiu para o declínio pessoal do autor.

Depois de ter deixado o tribunal, Wilde recebeu mandado de prisão sob a acusação de sodomia e "indecência grosseira". Robert Ross encontrou-se com Wilde no Cadogan Hotel, em Knightsbridge, com Reginald Turner, e ambos o aconselharam a ir imediatamente a Dover tentar conseguir um barco para a França, cuja Paris era ambiente menos provinciano do que o Reino Unido, mais cosmopolita e onde ele escaparia da perseguição judicial; porém, sua mãe o aconselhou a ficar e lutar, e Wilde, num gesto que parece de resignação e conformação, diante do desígnio e das consequências por seu estilo de vida, mesmo sem se arrepender de sua vida, disse apenas: "O trem partiu. É tarde demais". Em 5 de abril de 1895, dá-se início uma das muitas audiências transcorridas nesse mês. Ao meio-dia, Wilde sai em companhia de Douglas e Ross. Às 15h30, o inspetor Brockwell pergunta ao juiz Bridge se pode emitir o mandado de captura, tendo a esperança secreta de que Wilde já estivesse em território francês e que nada ocorreria. Oscar não pretendia fugir, esperava cautelosamente a sua eventual condenação.
Em 6 de abril de 1895, Wilde foi preso por "indecência grosseira" de acordo com a Seção 11 da Lei de Emenda da Lei Criminal de 1885, um termo que significava atos homossexuais que não equivaleriam à sodomia, um "delito" sob uma lei separada. Seguindo as instruções de Wilde, Ross e o seu mordomo forçaram entrada até o quarto e a biblioteca do número 16 da Rua Tite, carregando com eles e preservando alguns objetos pessoais, manuscritos, cartas e afins. Wilde foi então colocado em prisão preventiva em Holloway, onde recebia visitas diárias de Douglas. A prisão de Holloway era uma grande penitenciária ao norte da Cidade de Londres, tendo também aprisionado importantes feministas e militantes no fim do século XIX e início do século XX nas ilhas britânicas.
Os eventos ocorreram rapidamente e sua acusação foi aberta em 26 de abril de 1895 perante o juiz Arthur Charles. Wilde declarou-se inocente. Ele já havia implorado a Douglas para deixar Londres e ir para Paris, mas Douglas reclamou amargamente, até mesmo querendo depor no processo, já que a denúncia agora o envolvia como se sua inocência tivesse sido "corrompida" por Wilde; finalmente, Douglas foi pressionado a ir embora e fugiu por um tempo para o Hotel du Monde. Temendo perseguição generalizada, Ross e muitos outros dentro e fora do círculo de Wilde também deixaram o Reino Unido nessa época. Sob interrogatório no dia 30 de abril, Wilde ficou hesitante no início, depois falou com sua típica eloquência um de seus ditos mais notáveis e famosos, diante das correspondências entre ele e Douglas sendo devassadas e exibidas como provas contra ele, constando numa das cartas um dos versos do poema "Two Loves" ("Dois Amantes", 1894), de Douglas, que trazia a seguinte metáfora para homoerotismo:
Charles Gill (promotor): O que é "o amor que não ousa dizer seu nome"?
Oscar Wilde: "O amor que não ousa dizer seu nome", neste século, é uma grande afeição de um homem mais velho por um outro mais novo, como havia entre Davi e Jônatas, tal como Platão fez a verdadeira base de sua filosofia, tal como alguém encontra nos sonetos de Michelangelo e de Shakespeare. É aquela profunda afeição espiritual que é tão pura quanto é perfeita. Ela conduz e preenche as grandes obras de arte como as de Shakespeare e Michelangelo e essas duas minhas cartas. É neste século incompreendido, tão incompreendido que pode ser descrito como "o amor que não ousa dizer seu nome", e, por causa dele, fui colocado onde estou agora. É bonita, é fina, é a mais nobre forma de afeição. Não há nada inatural nisso. É intelectual e existe repetidamente entre um homem mais velho e um mais novo, quando o mais velho tem intelecto, e o mais novo possui toda a alegria, esperança e glamour de vida diante de si. É assim que deve ser, mas o mundo não entende. O mundo o ridiculariza e às vezes coloca alguém no pelourinho por causa dele". (aplausos da galeria)
Tal resposta, ainda que bela, brilhante e inesquecível, foi contraproducente no sentido jurídico frio, pois apenas serviu para reforçar as acusações de comportamento homossexual, mas Wilde permanecia inquebrantável em sua honra de refinado intelectual e artista. O julgamento, no entanto, terminou com o júri incapaz de chegar a um veredicto. O advogado de Wilde, Sir Edward Clarke, conseguiu um magistrado que permitisse que Wilde e seus amigos pagassem fiança. O reverendo Stewart Headlam ofereceu a maior parte da garantia de £ 5 000 libras exigidas pelo tribunal, tendo discordado do tratamento dado a Wilde pela imprensa e pela corte. Wilde foi libertado de Holloway e, evitando qualquer atenção, escondeu-se na casa de Ernest e Ada Leverson, dois de seus amigos firmes. Edward Carson abordou Frank Lockwood, Procurador-Geral do Reino Unido, e perguntou: "Não podemos desistir do camarada agora?". Lockwood respondeu que gostaria de fazê-lo, mas temeu que o caso tivesse se tornado politizado demais para ser abandonado.

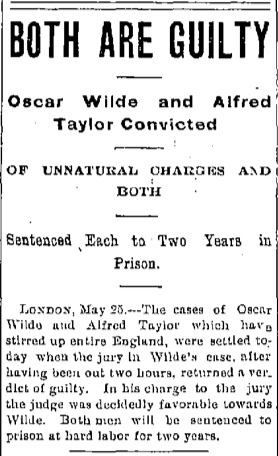
Manchete de jornal de Londres em maio de 1895 noticiando a dura sentença máxima e final contra Oscar Wilde e Alfred Taylor: dois anos de prisão com trabalhos forçados.

O julgamento final foi presidido pelo inflexível juiz Alfred Wills, que, segundo o próprio Wilde em De Profundis, "sumaria o caso com pouco entendimento e muito moralismo". Durante o interrogatório do agora réu, Wilde foi perguntado se conhecia e sabia de Alfred Taylor (o suposto proxeneta que era acusado de gerenciar jovens para o autor), e de suas inesperadas "mascaradas", ou seja, do hábito de se travestir, e do ambiente "suspeito" de sua casa, "pouco iluminada e extremamente perfumada". Taylor, de trinta e três anos de idade, em seu testemunho inspecionado por J. P. Grain, respondeu apenas que gostava de incenso e: "Acho que ele [Wilde] gosta de gente jovem", negando, porém, ter contado a certos rapazes que Wilde se interessava por garotos. Wilde, por sua vez, não sabia mentir ou não queria mentir, e a cada novo testemunho mais detalhes comprometedores vão revelando as suas intimidades e seus variados encontros com jovens, enquanto o seu retrato como “corruptor da juventude” toma forma e passa a dar suporte inestimável à acusação, à imprensa e ao público. O caso, então, torna-se irreversível.
Em 25 de maio de 1895, após três julgamentos, Oscar Wilde e Alfred Taylor foram condenados no Tribunal de Old Bailey a dois anos de prisão, com trabalhos forçados, pelo juiz Alfred Wills, que sentenciou Wilde por ter, em suas palavras na sentença, "sido o centro de extensa corrupção da mais horrenda espécie entre jovens" e Taylor por manter "uma espécie de bordel masculino". O juiz qualificou a sentença, a mais severa que a lei permitia, como "totalmente inadequada para um caso como este", e que aquele foi "o pior caso que já julguei". Ao ouvir a dura pena da condenação, a resposta de Wilde, "E eu? Não posso dizer nada, meu senhor?", foi afogada por gritos de "Vergonha!" no tribunal.
Embora seja amplamente acreditado que a acusação relacionava-se às atividades consensuais de Wilde, o livro Os Julgamentos de Oscar Wilde (The Trials of Oscar Wilde; um dos autores, H. Montgomery Hyde, barrister, biógrafo, autor, político, foi parlamentar e chegou a perdeu uma cadeira no parlamento britânico em 1959 por lutar contra a descriminalização da homossexualidade em seu país), inclui uma transcrição original do julgamento por difamação (que veio à tona em 2000), sugerindo que ele teve relações com adolescentes. Antony Edmonds, autor de O Escandaloso Verão de Oscar Wilde (Oscar Wilde's Scandalous Summer), acha que, por isso, malgrado o preconceito judicial da sociedade britânica, Wilde teria enfrentado processo mesmo hoje: “Por exemplo, ele certamente pagou por sexo com jovens menores de idade de 18, o que é uma ofensa criminal. Mas mesmo que suas atividades tivessem levado apenas à exposição e não à prisão, ele teria sido violentamente exposto ao ridículo na mídia. Wilde tinha 39 anos quando seduziu Alphonse Conway, e Conway era um garoto inexperiente de 16". Já Merlin Holland (único neto de Wilde, editor e biógrafo, e outro autor de Os Julgamentos de Oscar Wilde), no entanto, argumenta: “Alguém está tirando isso do contexto, ele não era um predador odioso. Os meninos pareciam ser parceiros dispostos e parecia haver um relacionamento entre ele e eles.”

### Prisão
Ver também: De Profundis

"Quando vim mandado para a prisão, algumas pessoas me aconselharam a tentar esquecer quem eu era. Um conselho desastroso. Foi apenas percebendo quem eu sou que encontrei alguma forma de consolo. Agora sou aconselhado por outros a tentar, quando for libertado, esquecer que um dia estive numa prisão. Sei que isso seria igualmente fatal. Significaria que eu seria para sempre assombrado por uma sensação intolerável de desgraça, e que essas coisas que me estão destinadas, tanto quanto a qualquer outro — a beleza do sol e da lua, o desfile das estações, a música da aurora e o silêncio das noites formidáveis, a chuva caindo entre as folhas, o orvalho cobrindo a relva e deixando-a prateada —, ficariam todas maculadas por mim, e perderiam seu poder de curar e de comunicar alegria. A pessoa que se arrepende das próprias experiências obstrui o próprio desenvolvimento. Aquele que renega suas próprias experiências põe uma mentira nos lábios da própria vida. É nada mais, nada menos que uma negação da alma."

— Oscar Wilde, trecho do De Profundis.
Oscar Wilde foi preso de 25 de maio de 1895 a 18 de maio de 1897 na Cidade de Londres.
Entrou pela primeira vez na Prisão de Newgate para processamento, depois foi transferido para a Prisão de Pentonville, onde o trabalho forçado a que havia sido condenado consistia em andar por muitas horas numa esteira colhendo carvalho (separando as fibras em pedaços de velhas cordas da marinha), e onde aos prisioneiros só era permitido ler apenas a bíblia e O Peregrino - A Viagem do Cristão à cidade Celestial (1678).
Poucos meses depois, Wilde foi transferido para a Prisão de Wandsworth, em Londres. Os presidiários também seguiam o regime de "trabalho duro, comida difícil e cama difícil", o que prejudicou e consumiu sua saúde. Em novembro, ele desmaiou na capela de doença e fome. Rompeu o tímpano direito na queda, lesão que mais tarde contribuiu para sua morte. A situação era tão grave que ele passou dois meses na enfermaria.

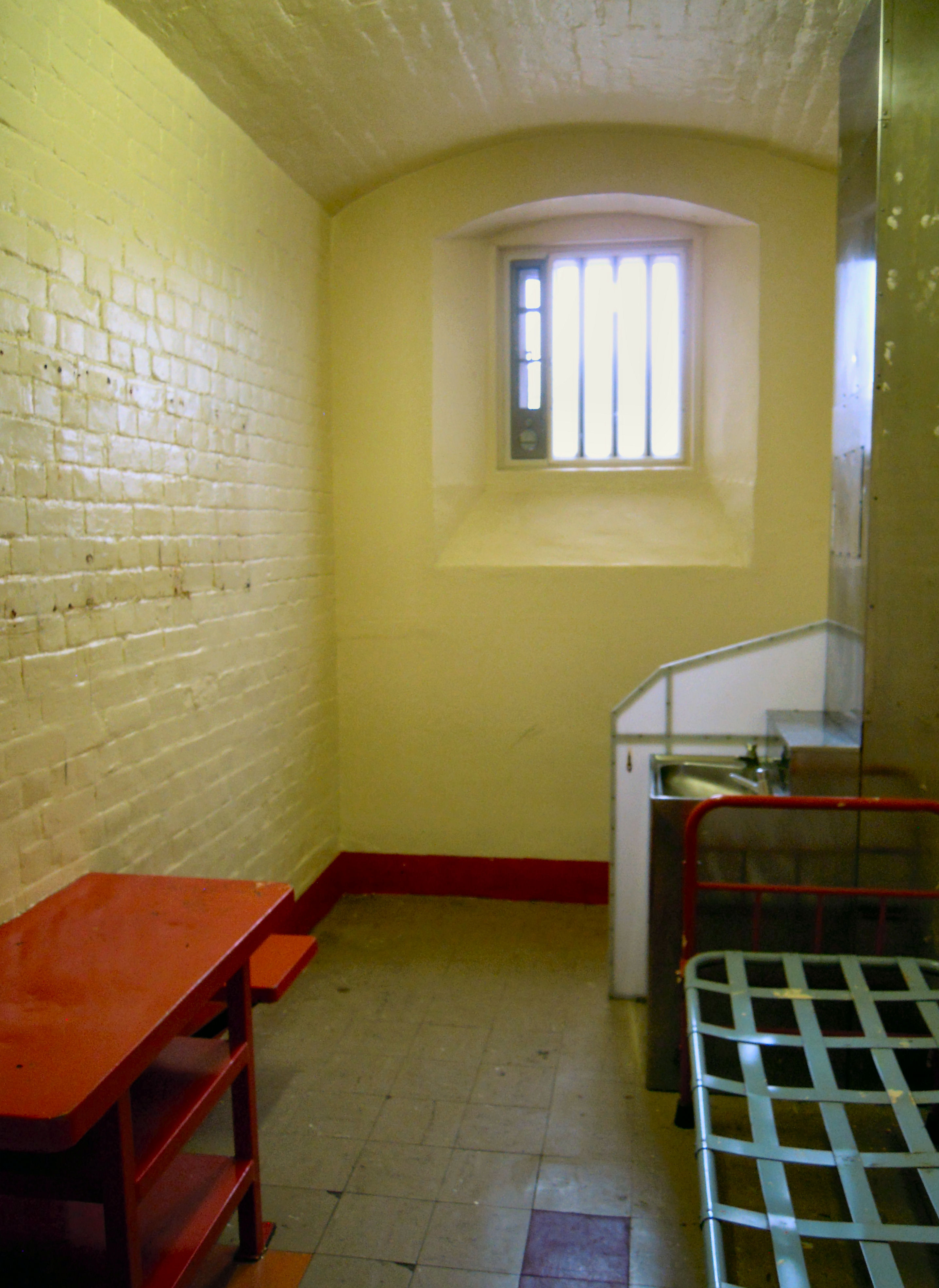
A cela em que Oscar Wilde ficou preso no Cárcere Reading, em foto de 2016. Ele escreveu em De Profundis: “[…] O catre de tábua, a comida repugnante, as duras cordas esfrangalhadas em estopa até as pontas dos dedos ficarem adormecidas de dor [...], o silêncio, a solidão, a vergonha – cada uma dessas coisas tenho de transformar em uma experiência espiritual”.

Richard Haldane, membro do parlamento britânico pelo Partido Liberal, tendo depois ingressado no Partido Trabalhista, visitou Wilde e, através de sua influência política e atribuições públicas, o transferiu em novembro para o Cárcere de Reading, cerca de 30 milhas (48 km) a oeste de Londres em 23 de novembro de 1895. A transferência em si foi possivelmente o ponto mais baixo de seu encarceramento, pois uma multidão zombava e cuspia nele na plataforma da ferrovia. Wilde passou o resto de sua sentença naquele cárcere. Era endereçado e identificado apenas como "C.3.3" — ocupante da terceira cela no terceiro andar da ala C.
Na verdade, Wilde não obteve, no início, nem mesmo permissão de ter papel e caneta para escrever, mas Haldane finalmente conseguiu permitir o acesso também a outros livros e materiais de escrita. Não deixando de estar sob vigilância, solicitou, entre outros volumes e obras, a bíblia em francês; livros de gramática italiana e alemã; alguns textos da Grécia Antiga; a Divina Comédia de Dante; o então novo romance de Joris-Karl Huysmans, En Route (A Caminho), sobre a "redenção cristã"; e ensaios de Santo Agostinho, do cardeal John Henry Newman e de Walter Pater.

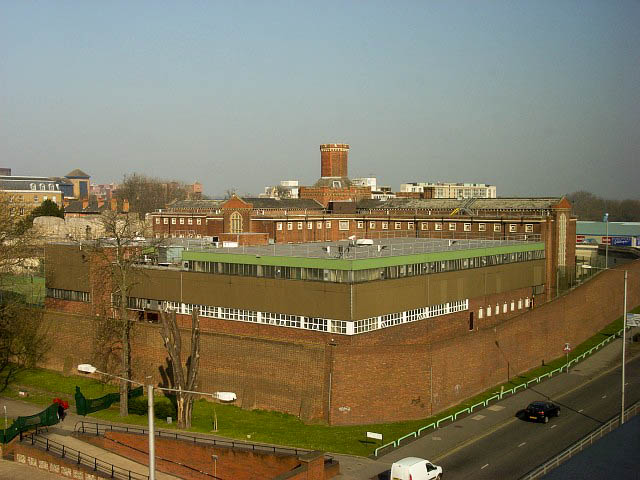
O cárcere de Reading em fotografia de 2007; construído em 1844 e imortalizado por Oscar Wilde em sua "A Balada do Cárcere de Reading". Wilde também escreveu uma carta, postumamente intitulada De Profundis, enquanto cumpria sentença nesta cadeia de 1895 a 1897. A prisão foi fechada em 2014 sob o "listed building" (sistema de tombamento do Reino Unido) e colocada à venda em 2019. Ativistas têm pedido para que a prisão seja transformada em um centro de teatro e artes para refletir sua importância a pessoas LGBT.

Cerca de cinco meses depois que Wilde chegou ao Cárcere de Reading, Charles Thomas Wooldridge, um soldado da Royal Horse Guards, foi levado a Reading para aguardar seu julgamento pelo assassinato de sua esposa em 29 de março de 1896; em 17 de junho, Wooldridge foi condenado à morte e voltou à prisão para sua execução, que ocorreu na terça-feira, 7 de julho de 1896 — o primeiro enforcamento em Reading em 18 anos. Do enforcamento de Wooldridge, Wilde escreveu mais tarde "A Balada do Cárcere de Reading", poema longo publicado no ano seguinte à sua liberdade, em 1898, e cuja famosa última estrofe é: "[...] Apesar disso – escutem bem – todos os homens/Matam a coisa amada;/Com galanteio alguns o fazem, enquanto outros/Com face amargurada;/Os covardes o fazem com um beijo,/Os bravos, com a espada!". A imaginação, a beleza e o amor pela arte não ficaram ausentes em suas últimas obras, porém tornaram-se mais amadurecidas pelo sofrimento.
Entre janeiro e março de 1897, Wilde escreveu uma carta de 50 000 palavras para Alfred Douglas, que só será publicada postumamente sob o título de De Profundis. Não teve permissão para enviá-la, mas obteve permissão para levá-la consigo quando fosse libertado da prisão. Em modo reflexivo, e com críticas severas a Douglas, na epístola Wilde examina friamente sua vida até aquele momento do cárcere, como ele tinha sido um agent provocateur na sociedade vitoriana, sua arte, seus paradoxos, sempre procurando subverter e brilhar. Na carta, sua própria avaliação de si mesmo foi escrita nos seguintes termos:
"Fui um homem que se pôs em relações simbólicas com a arte e a cultura de minha época. Eu percebera isso por conta própria já na aurora da idade viril, e forçara minha época depois a percebê-lo. Poucos homens desfrutam de tal posição no decorrer da própria vida e conseguem reconhecimento por isso".

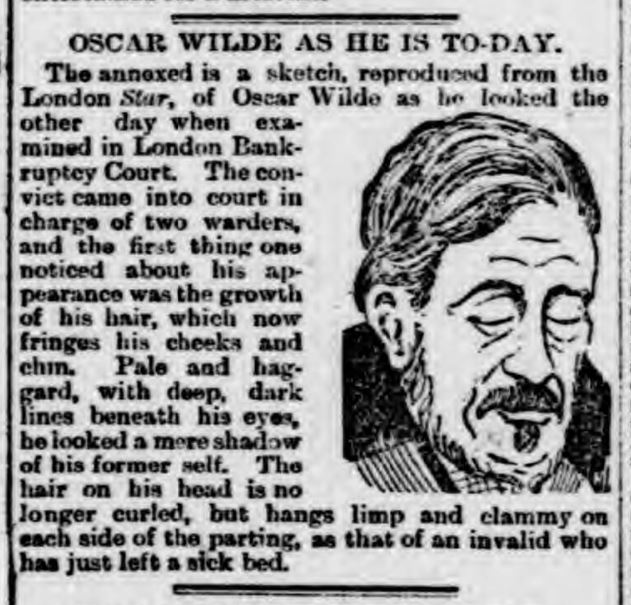
"Oscar Wilde como ele está hoje". O jornal Edinburgh Evening News publicou este retrato falado lamentável, que foi divulgado no jornal Star de Londres, em novembro de 1895. "Pálido e abatido", Wilde parecia uma "mera sombra de seu antigo eu" e, pior, como "um inválido que acabou de sair de uma cama doente". Em De Profundis, Wilde escreve que todo sofrimento pelo qual passou, e que evitara nos anos gloriosos por medo, agora lhe era desenvolvimento e evolução de sua vida pregressa.

Wilde examinou de maneira aguçada como esse fato ligou-se à sua relação com Douglas. Lamenta a qualidade do relacionamento entre os dois, jamais as supostas implicações morais da homossexualidade da sociedade preconceituosa. Bosie teria o destruído como artista, era o homem fatal, "a cabeça da Medusa que transforma homens vivos em pedra", segundo suas próprias palavras. Identificou nele arrogância e vaidade: por exemplo, não havia esquecido a observação de Douglas, quando Wilde estava doente, “Quando não está em seu pedestal, você não é interessante. Da próxima vez que estiver doente, partirei de imediato”. Wilde escreveu: "Ah! que grosseria de caráter isso revela! Que total falta de imaginação! Quão empedernido e baixo havia se tornado seu temperamento a essa altura!". No entanto, também, "mais do que tudo", se "culpou" por "toda a degradação ética em que lhe permiti me lançar": "Estou aqui porque tentei pôr seu pai na cadeia". A primeira metade da carta termina com Wilde perdoando Douglas, tanto para o seu próprio bem quanto para o dele. A segunda metade da carta traça a jornada de redenção e realização por meio da leitura na prisão. Oscar Wilde percebeu que sua provação havia enchido sua vida com o fruto da experiência, por mais amarga que fosse:
"[...] eu queria provar o fruto de todas as árvores no pomar do mundo, e que iria ao encontro do mundo com essa paixão em minha alma. E assim, de fato, fui, e assim vivi. Meu único erro foi ter me restringido exclusivamente às árvores do que me parecia ser o lado ensolarado do pomar, e evitado o outro por sua sombra e sua melancolia. Fracasso, desgraça, pobreza, tristeza, desespero, sofrimento, até lágrimas, as palavras entrecortadas que deixam os lábios daqueles que sofrem, o remorso que faz a pessoa andar sobre espinhos, a consciência que condena, a autodepreciação punitiva, a miséria que lança cinzas sobre a própria cabeça, a angústia que toma por roupa um saco de aniagem e verte fel no próprio copo — tudo isso eram coisas das quais eu tinha medo. E como me determinara a nada saber a seu respeito, fui forçado a provar cada uma alternadamente, a me alimentar delas, a não ter por certo tempo nenhum outro alimento, na verdade. Não me arrependo sequer por um segundo de ter vivido para o prazer. Entreguei-me a ele por inteiro, como deve ser com tudo que se faz. Não houve prazer que não experimentasse. Lancei a pérola da minha alma numa taça de vinho. Caminhei pela estrada mais fácil ao som de flautas. Vivi de favos de mel. Mas ter continuado com essa mesma vida teria sido errado porque teria sido limitante. Eu tinha de ir além. A outra metade do pomar também guardava seus segredos para mim. [...]"
Wilde foi libertado da prisão em 19 de maio de 1897 e navegou naquela noite para Dieppe, na Terceira República Francesa. Ele nunca mais voltou para o Reino Unido.
Ao ser solto, deu o manuscrito epistolar a Robert Ross, que pode ou não ter seguido as instruções de Wilde de enviar uma cópia a Douglas (que mais tarde negou tê-la recebido). Conforme dito, a carta foi publicada parcialmente em 1905 como De Profundis (título dado sobretudo por Ross); sua publicação completa e correta, porém, ocorreu pela primeira vez em 1962 em The Letters of Oscar Wilde, já que a edição de Ross expurgava todas as referências a Douglas (que, casado com Olive Custance desde 1902 e convertido ao catolicismo, cada vez mais repudiava e renegava sua sexualidade e seu passado com Wilde), expandindo-a um pouco para uma edição das obras coletadas de Wilde em 1908, e então doando-a ao Museu Britânico com o entendimento de que não se tornaria pública até 1960. Em 1949, um dos filhos de Wilde, Vyvyan Holland, publicou De Profundis novamente, incluindo partes anteriormente omitidas, mas contando apenas com um texto datilografado e defeituoso que lhe foi legado por Ross, contendo muitos erros, inclusive de digitação, "melhorias" adicionadas pelo próprio Ross e outras omissões inexplicáveis.

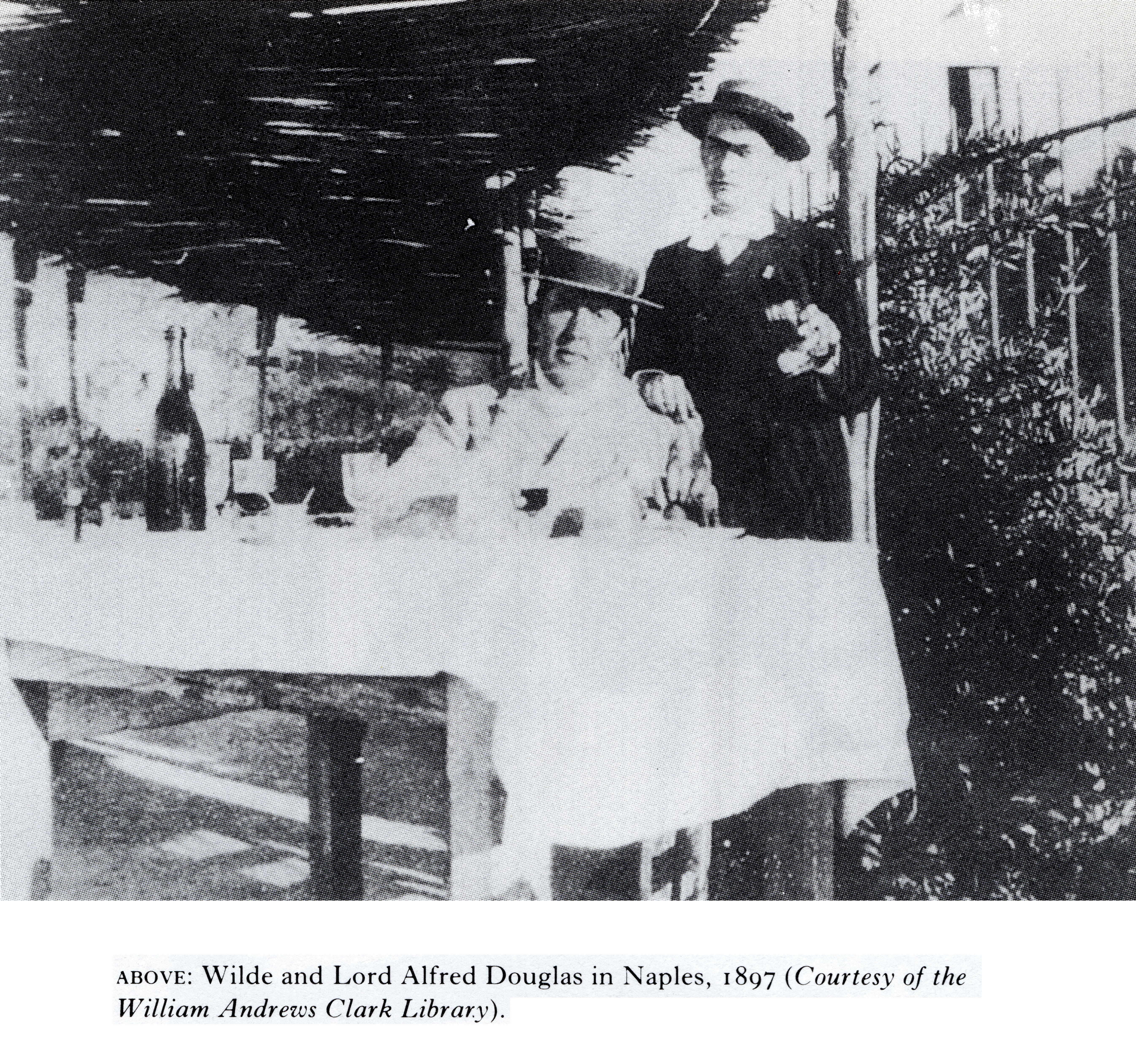
Oscar Wilde com Alfred Douglas em 1897, após sua soltura. Em finais de 1897, ambos viveram juntos em Nápoles, contra as advertências de familiares e amigos, mas, devido a razões financeiras e a pressões, separaram-se. Após a morte de Wilde, Douglas, convertido ao catolicismo no início do século XX, repudiaria Wilde, seu passado e sexualidade, estreitaria laços com jornais e políticos de direita, seria preso por difamar Winston Churchill, alegando má conduta durante a Primeira Guerra Mundial, e só reabilitaria Wilde em sua vida com mais sutileza pública em 1940 no livro Oscar Wilde: Um Resumo (Oscar Wilde: A Summing Up), no qual, ainda com resquícios de preconceito cristão, afirma que a homossexualidade seria um pecado como o adultério ou a fornificação, mas não um crime, e que o preconceito naquela época contra a homossexualidade era "simulado" e "hipócrita".

### Os últimos anos

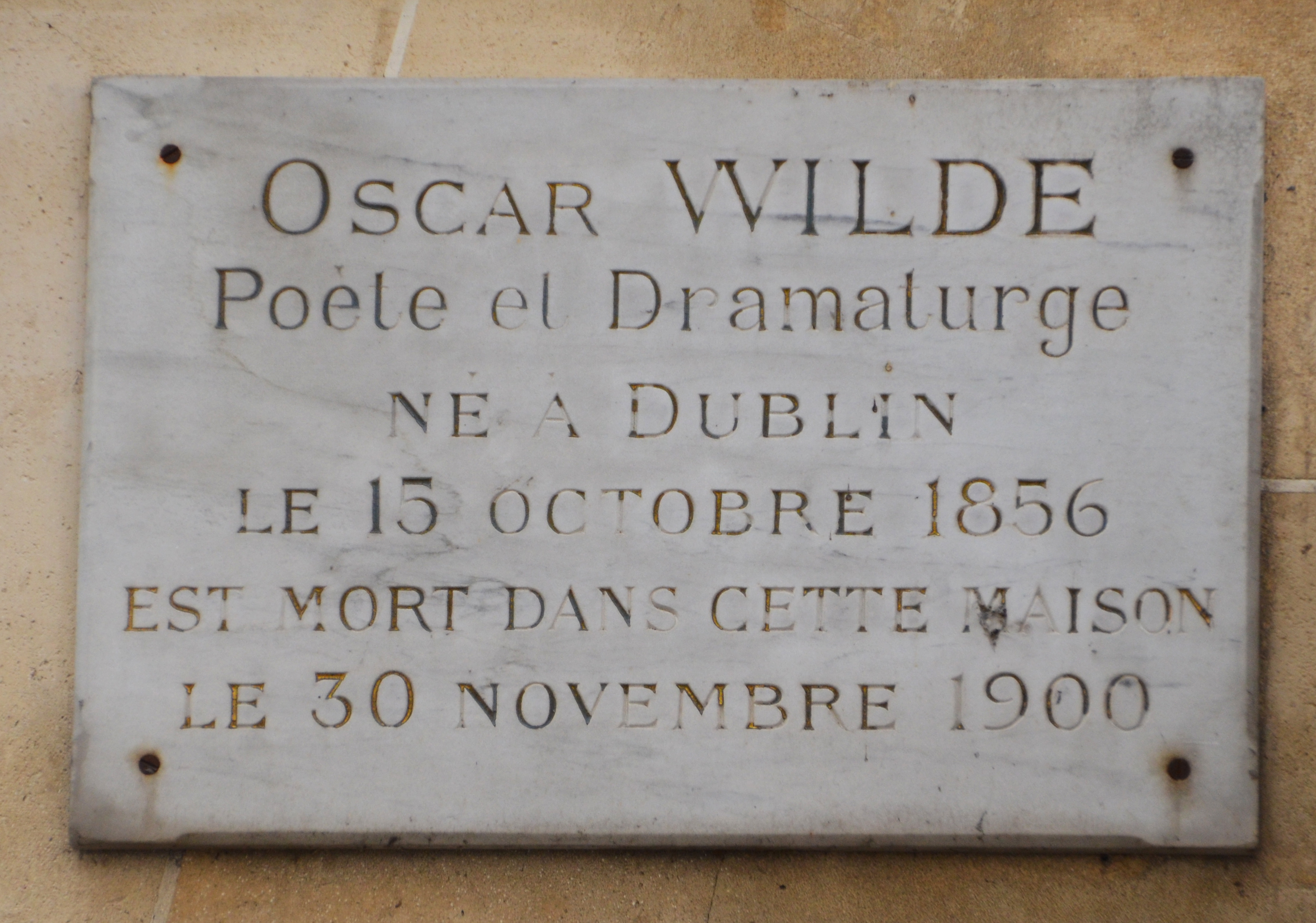
Placa de homenagem no L'Hôtel, na rua des Beaux Arts, em Paris: "Oscar Wilde/Poeta e Dramaturgo/Nascido em Dublin a 15 de outubro 1856/Morto nesta casa em 30 novembro 1900".

Foi libertado em 19 de maio de 1897. Poucos o esperavam na saída, entre eles seu maior amigo, Robert Ross.
Depois de passar alguns meses em Berneval-le-Grand, França, foi morar para Paris e passou a usar o nome de Sebastian Melmoth, em referência ao mártir católico São Sebastião e ao personagem Melmoth, que vendeu a alma ao diabo, da obra Melmoth the Wanderer (um romance gótico de Charles Maturin, um tio-avô de Wilde). As roupas tornaram-se mais simples e o escritor passou a morar num lugar humilde, de apenas dois quartos. A produtividade literária era pequena. O fato histórico de seu sucesso ter sido arruinado pelo Lord Alfred Douglas (Bosie) tornou-o ainda mais culto e filosófico, sempre defendendo o amor que não ousa dizer seu nome, definição sobre a homossexualidade, como forma de mais perfeita afeição e amor.
Oscar Wilde morreu de um violento ataque de meningite, agravado pelo álcool e pela sífilis, às 9h50 do dia 30 de novembro de 1900 em seu quarto no Hôtel d'Alsace (hoje chamado de L'Hôtel). Em seu leito de morte, foi aceito pela Igreja Católica Romana, e Robert Ross, em sua carta para More Adey (datada de 14 de Dezembro de 1900), afirma: Ele estava consciente de que havia pessoas presentes e levantou sua mão quando pedi, mostrando entendimento. Ele apertou nossas mãos. Eu então fui enviado em busca de um padre e, depois de grande dificuldade, encontrei o Padre Cuthbert Dunne, que foi comigo e administrou o Batismo e a Extrema Unção — Oscar não pode tomar a Eucaristia.
Oscar Wilde foi enterrado no Cemitério de Bagneux, fora de Paris, porém, em 1950, foi movido para o Cemitério de Père Lachaise. Sua tumba é obra do escultor Sir Jacob Epstein, à requisição de Robert Ross, que também pediu um pequeno compartimento para que seus próprios restos ficassem junto à tumba de Wilde.

## A obra

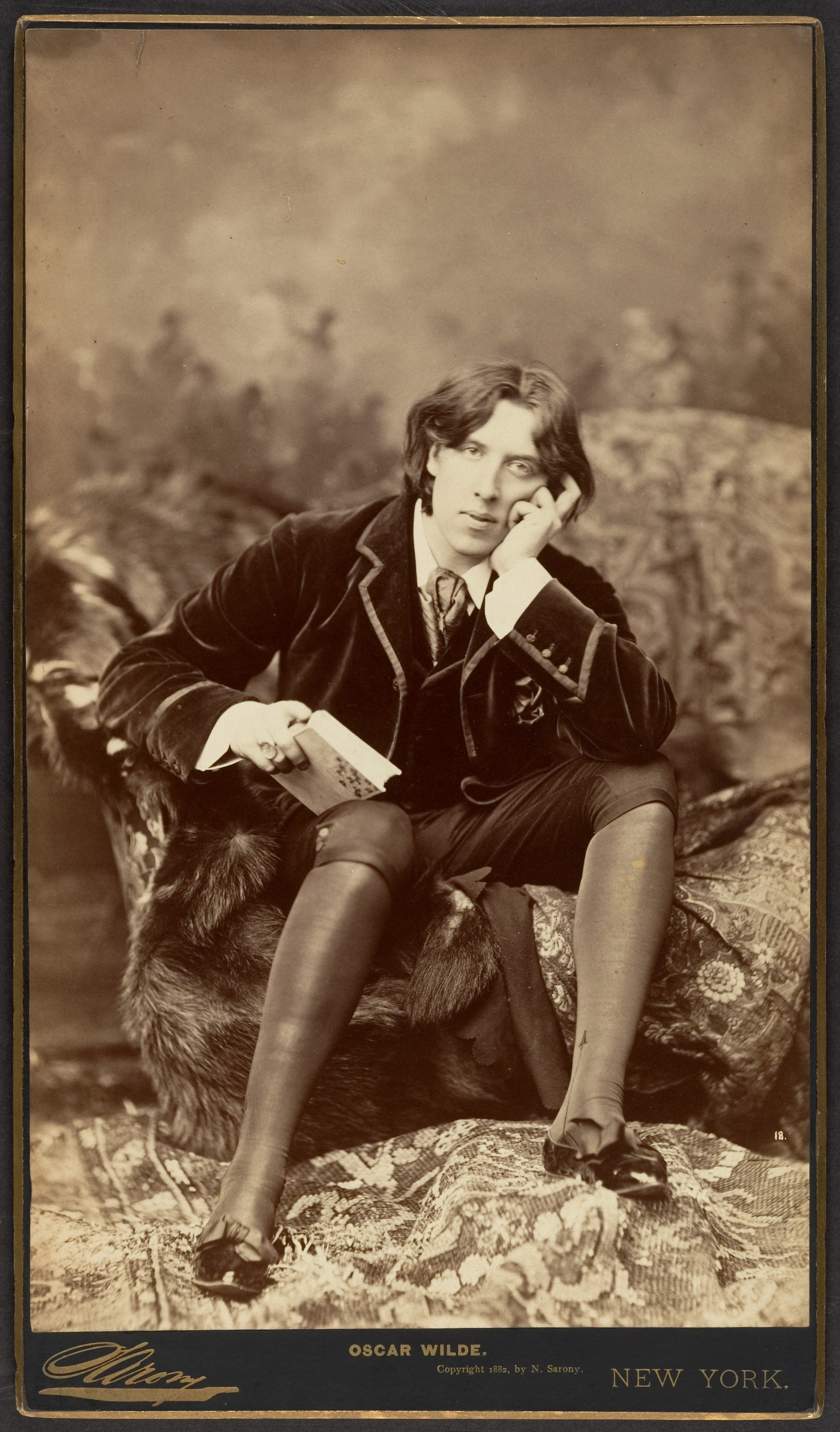
Oscar Wilde, por Sarony, 1882.

No seu único romance, O Retrato de Dorian Gray, considerado por muitos críticos como uma obra-prima da literatura britânica, Oscar Wilde trata da arte, da vaidade e das manipulações humanas.
Já em várias de suas novelas, como, por exemplo O Fantasma de Canterville, Wilde critica o patriotismo da sociedade.
Em seus contos infantis preocupou-se em deixar lições de moral através do uso de linguagem simples. O Filho da Estrela (ver em Ligações Externas), é exemplo disso.
No teatro, escreveu nove dramas, muitos ainda encenados até hoje.
Destacou-se como poeta, principalmente na juventude. Rosa Mystica, Flores de Ouro são alguns trabalhos conhecidos nesse campo.
Foi um mestre em criar frases marcadas por ironia, sarcasmo e cinismo.

## Cronologia
- 1874 - Ganha a medalha de Ouro de Berkeley por seu trabalho em grego sobre os poetas helenos no Trinity College.
- 1876 - Ganha o prêmio em literatura grega e latina, no Magdalen College. Publica a primeira poesia, versão de uma passagem de As Nuvens de Aristófanes, intitulada O coro das Virgens das Nuvens.
- 1878 - Ganha o prêmio Newizgate, com seu poema Ravenna, escrito em março desse ano.
- 1879 - Phèdre, sob o título A Sara Bernhardt, é publicado no The Word.
- 1880 - Escreve o drama em cinco atos Vera, ou Os Niilistas, sobre o niilismo na Rússia.
- 1881 - Publica em julho a primeira edição de Poemas, coligidos por David Bogue.
- 1883 - Em Paris termina sua tragédia A Duquesa de Pádua.
- 1887–89 - Trabalha como editor de The Woman's World.
- 1888 - Publica O Príncipe Feliz e Outras Histórias, contos de fadas.
- 1889 - Publica O Retrato do Sr. W.H., baseado no mistério criado em torno do protagonista e do autor dos Sonetos de Shakespeare, sendo recebido de forma hostil pela crítica.
- 1890 - A primeira versão de O Retrato de Dorian Gray é publicada no Lippincott's Monthly Magazine.
- 1891 - O ensaio A Alma do Homem sob o Socialismo é publicado no The Fortnightly Review. Publica a versão revisada de O Retrato de Dorian Gray. Também publica Intentions, Lord Arthur Savile's Crime and Other Stories e A house of Pomegranates.
- 1892 - Estreia com grande sucesso no St. James Theatre, de Londres, O Leque de Lady Windermere. Sarah Bernhardt ensaia em Londres Salomé, peça em um ato escrita em francês, sobre a morte de São João Batista, cuja estreia, à última hora, é proibida por apresentar personagens bíblicos.
- 1893 - Salomé é bem recebida quando produzida em Paris e Berlim. Uma mulher sem importância é montada em Londres, também com êxito, e O Leque de Lady Windermere é publicado.
- 1894 - Edição de Salomé em Londres, com ilustrações do desenhista Audrey Bearsdley. Publica Uma Mulher sem importância e o poema A Esfinge que não obteve sucesso.
- 1895 - As peças Um marido ideal e A Importância de ser Prudente são montadas em Londres com êxito total. Em 27 de maio deste ano Oscar Wilde é preso, primeiro na Prisão de Pentoville, depois na de Wandsworth. Ainda em maio, o ensaio A Alma do Homem sob o Socialismo é publicado em livro. A 13 de novembro é transferido para a Prisão de Reading, na cidade do mesmo nome, onde ficará até o final da sentença.
- 1896 - Salomé é representada em Paris, tendo Sarah Bernhardt no papel principal. Em 7 de julho é executado na Prisão de Reading o ex-sargento Charles T. Woolridge, cuja morte inspira Oscar Wilde ao seu maravilhoso poema A Balada do Cárcere de Reading.
- 1897 - Ainda na prisão, Oscar Wilde escreve De Profundis, uma longa carta a Lorde Douglas.

Sai da Prisão e em 28 de maio, aparece no Daily Chronicle, a primeira carta sobre o regime penitenciário britânico, sob o título O Caso do Guarda Martin.
- 1898 - Publica A Balada do Cárcere de Reading e escreve outra longa carta ao Daily Chronicle sobre as condições carcerárias.
- 1899 - A Importância de Ser Prudente e Um marido ideal são publicados em livro.
- 1900 - Em 30 de novembro morre Oscar Wilde vítima de meningite.

## Obras selecionadas
- Ravenna (1878)
- Poems (1881)
- The Happy Prince and Other Tales (1888, contos de fada)
- Lord Arthur Savile's Crime and Other Stories (1891, contos)
- A House of Pomegranates (1891, contos de fada)
- Intentions (1891, ensaios e diálogos sobre estética)
- The Picture of Dorian Gray (publicado originalmente na Lippincott's Monthly Magazine em julho de 1890, em formato de livro em 1891; romance)
- The Soul of Man under Socialism (1891, ensaio político)
- Lady Windermere's Fan (1892, peça)
- A Woman of No Importance (1893, peça)
- An Ideal Husband (montada originalmente em 1895, publicada em 1898; peça)
- The Importance of Being Earnest (montada originalmente em 1895, publicada em 1898; peça)
- De Profundis (escrita em 1897, publicada de formas diferentes em 1905, 1908, 1949, 1962; epístola)
- The Ballad of Reading Gaol (1898, poema)

## Obra atribuída
- Teleny, ou o reverso da medalha (Teleny, or The Reverse Side of the Medal), 1883, autor anónimo, mas atribuído a Oscar Wilde.

### Filmes baseados em obras de Oscar Wilde
- The Picture of Dorian Gray (1945)
- The Importance of Being Earnest (1952)
- An Ideal Husband (1999)
- Dorian Gray (2009)
- O Príncipe Feliz (2018)

### Filmes baseados em sua vida
- Oscar Wilde (1960)
- Os Julgamentos de Oscar Wilde (1960)
- Wilde (1997)

### Imagens
- As fotografias de Oscar Wilde tiradas por Napoleon Sarony em Nova Iorque, 1882 (completo)
- Retratos de Oscar Wilde na National Portrait Gallery